# ディエゴ・ベラスケス
ディエゴ・ロドリゲス・デ・シルバ・イ・ベラスケス（Diego Rodríguez de Silva y Velázquez, 1599年6月6日（洗礼日） - 1660年8月6日）は、バロック期のスペインの画家。エドゥアール・マネが「画家の中の画家」と呼んだベラスケスは、スペイン絵画の黄金時代であった17世紀を代表する巨匠である。

## 生涯

### 修業時代
没落した貴族の家系とされてきたが、近年の研究では父方がコンベルソ（改宗ユダヤ人）の家系である可能性が高いとされている（父方の祖父ディエゴ・ロドリゲス・デ・シルバはポルトガルからセビーリャに移住しているが、当時多くのコンベルソがポルトガルから移動し、シルバなどの名を名乗っていた）
 。スペイン南部の都市セビーリャに生まれ、11歳の頃に当地の有力な画家であるフランシスコ・パチェーコに弟子入りした。6年後の1617年、18歳のときに独立し、翌1618年には師匠であるパチェーコの娘であるフアナと結婚する。17世紀のスペイン画壇では、厨房画（ボデゴン）と呼ばれる室内情景や静物を描いた絵画が多く制作されたが、宮廷画家になる前のベラスケスも『東方三博士の礼拝』などの宗教的主題の作品、『修道女ヘロニマ・デ・ラ・フエンテ』などの肖像画とともに、この厨房画のジャンルに属する作品を描いていた。1618年に制作された『卵を調理する老女』などがその代表作である。1622年には首都マドリードへと旅行した。

## セビーリャ時代 (1617-1622年) の代表作

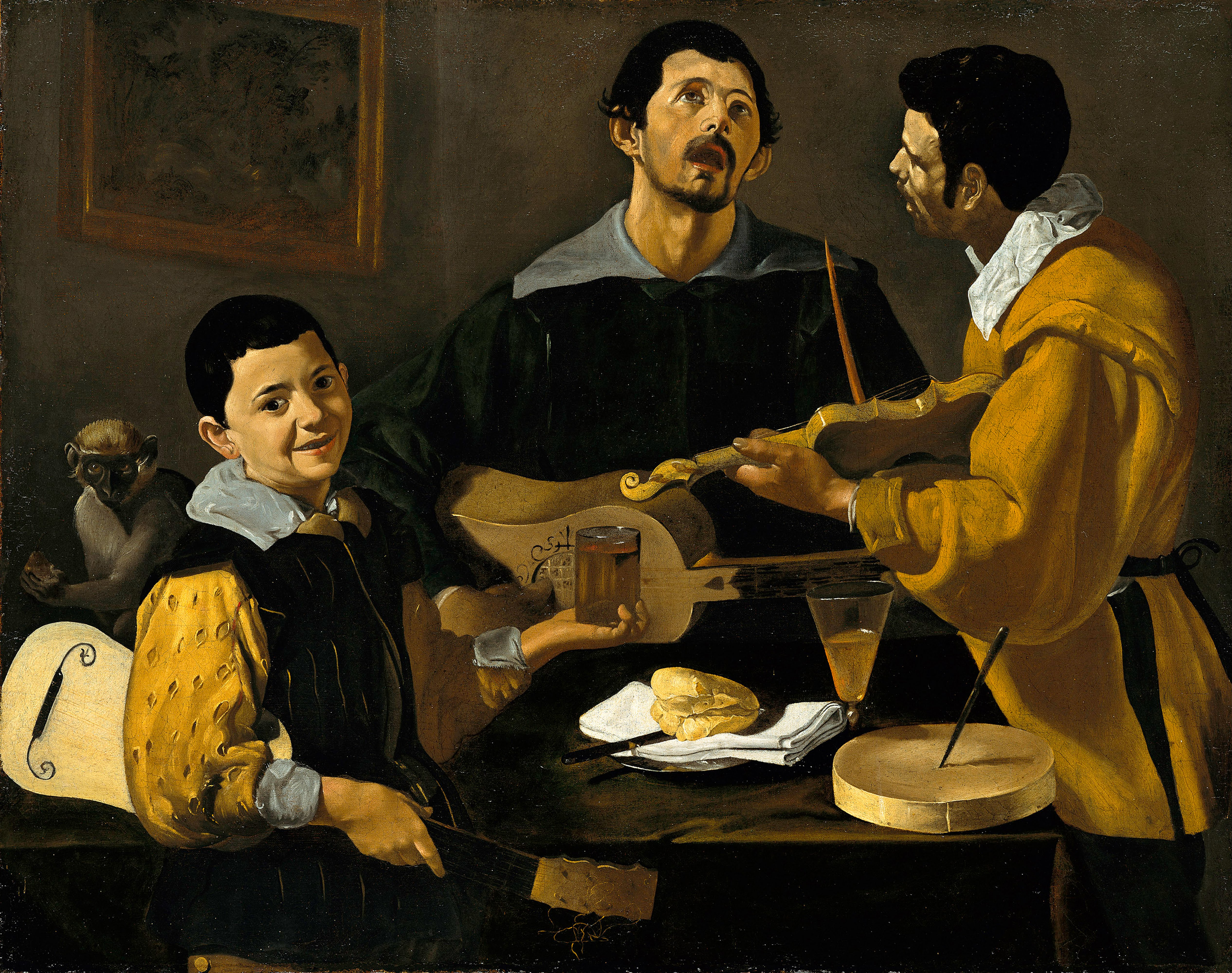
『3人の音楽家』(1617-1618年) 絵画館 (ベルリン)
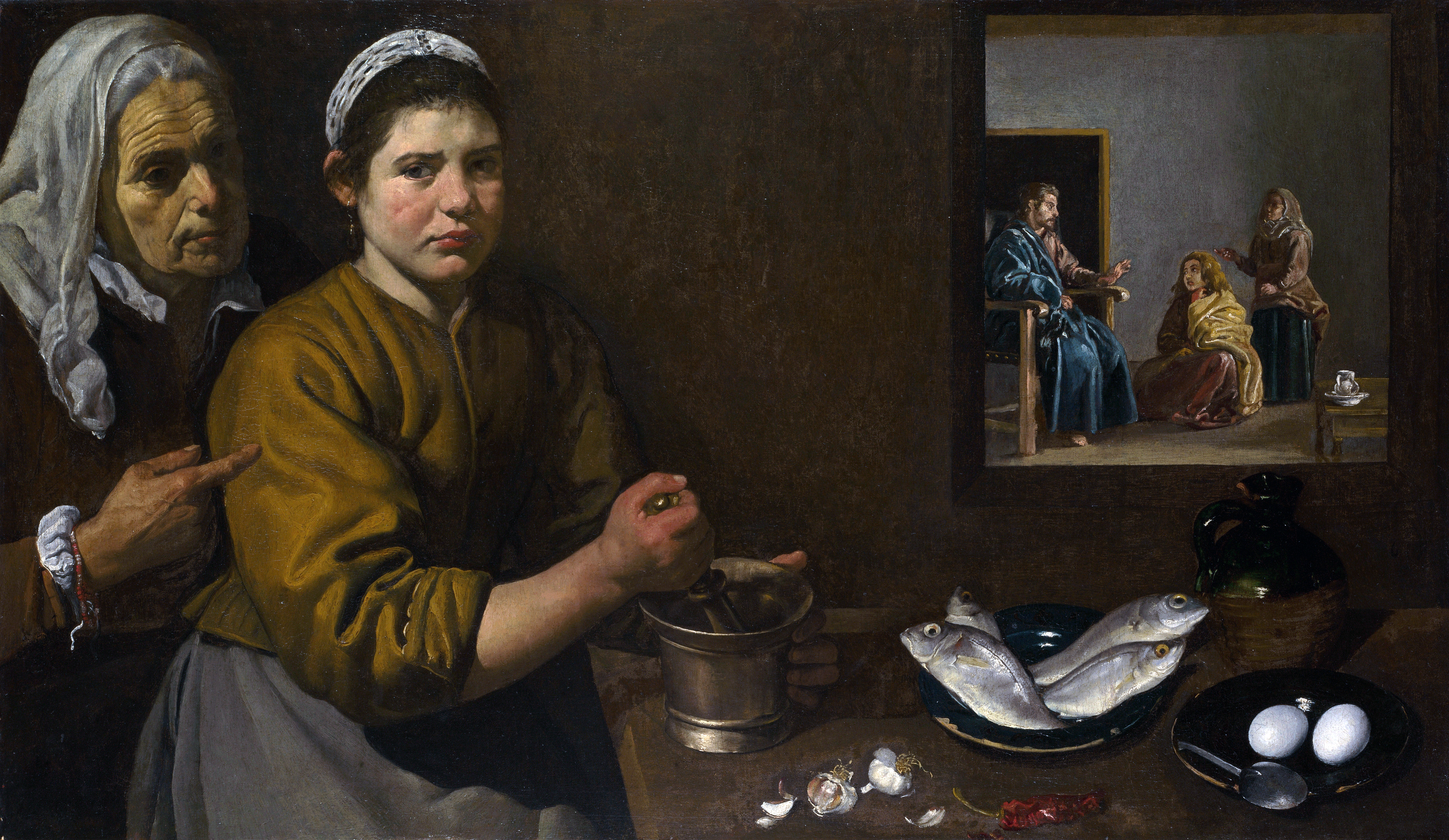
『マルタとマリアの家のキリスト』(1618年) ナショナル・ギャラリー (ロンドン)
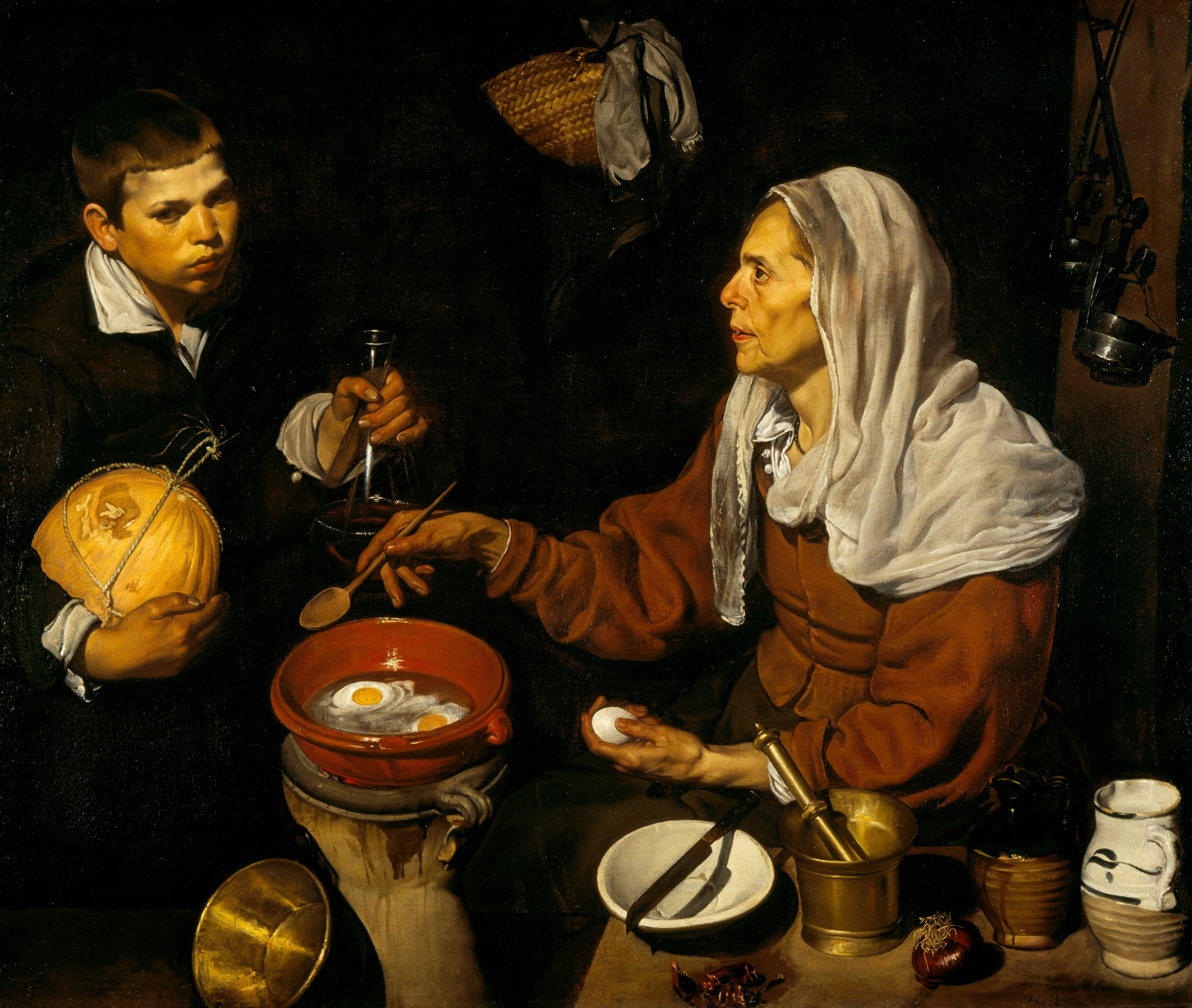
『卵を調理する老女』(1618年) エジンバラ、スコットランド国立美術館
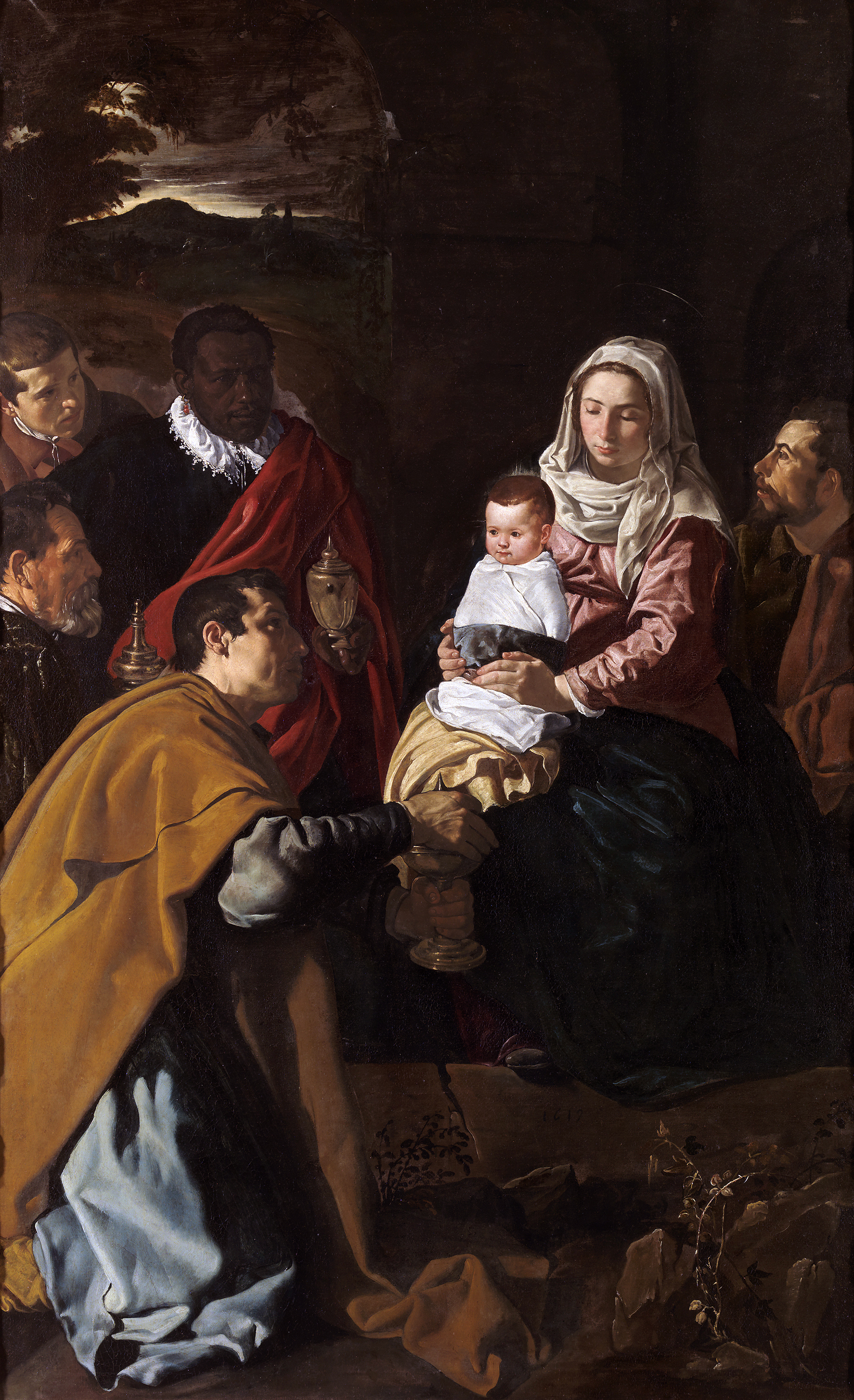
『東方三博士の礼拝』(1619年) マドリード、プラド美術館
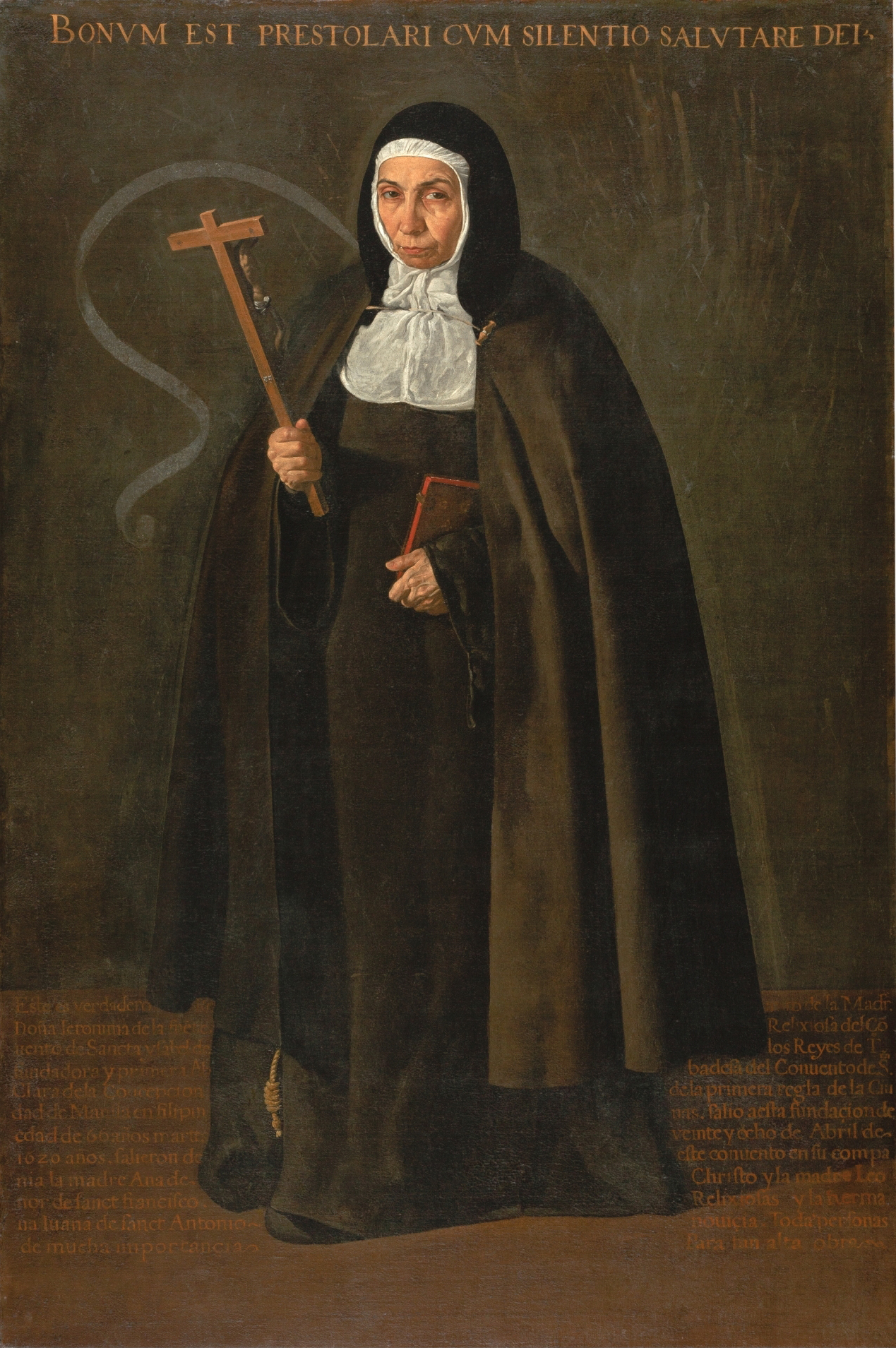
『修道女ヘロニマ・デ・ラ・フエンテ』(1620年) プラド美術館
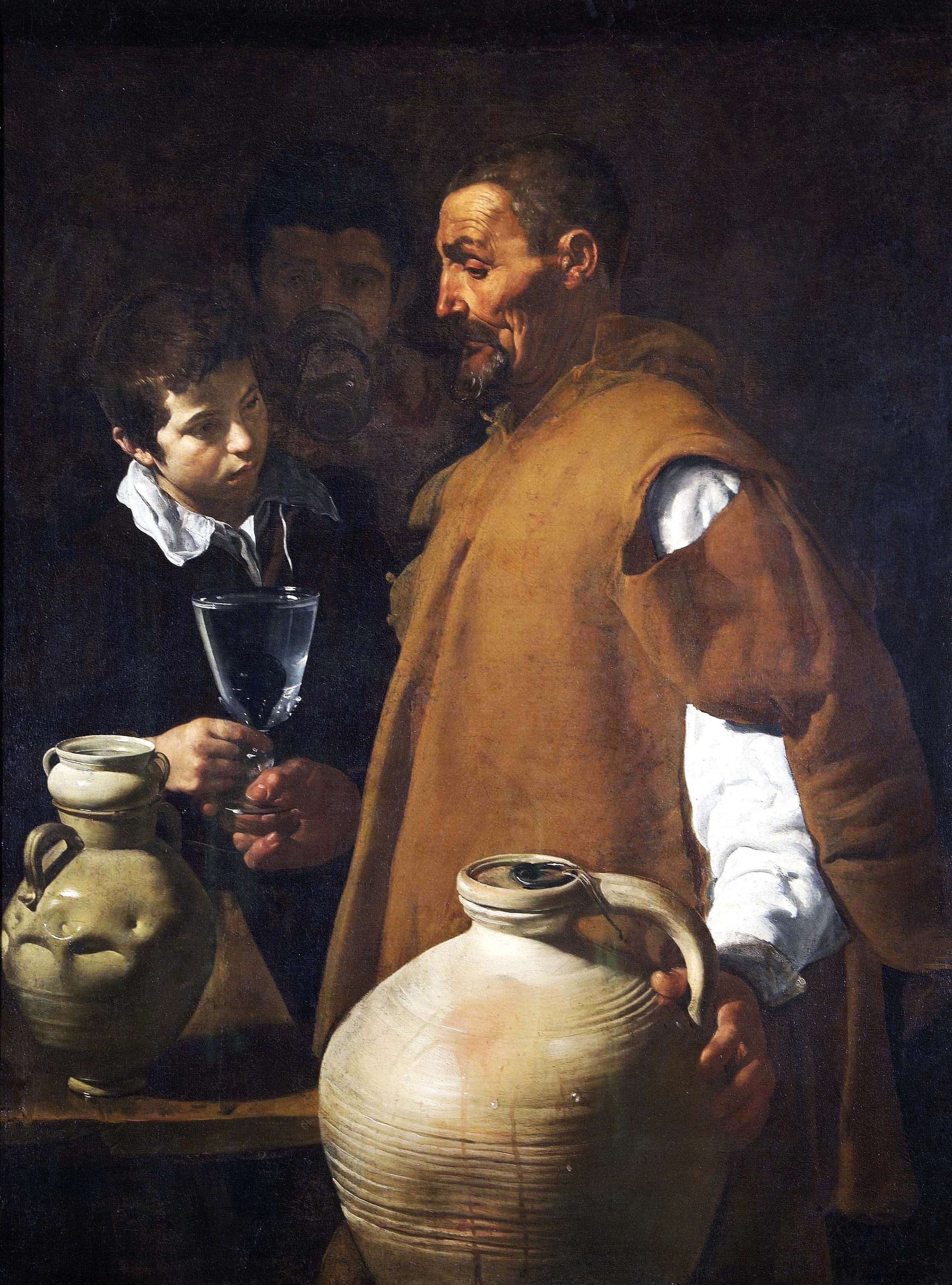
『セビーリャの水売り』(1620年頃) ロンドン、アプスリー・ハウス

### 宮廷画家
1623年、マドリードに2回目の旅行に行く。このとき、スペインの首席大臣であったオリバーレス伯爵ガスパール・デ・グスマンの紹介を受け (後に『オリバーレス伯公爵騎馬像』を制作)、国王フェリペ4世の肖像画を描いた。国王に気に入られてフェリペ4世付きの宮廷画家となり、以後30数年、国王や王女をはじめ、宮廷の人々の肖像画、王宮や離宮を飾るための絵画を描いた。
美術愛好家であったフェリペ4世は、ベラスケスを厚遇し、画家のアトリエにもしばしば出入りしていたという。当時、画家という職業には「職人」としての地位しか認められなかったが、フェリペ4世は晩年のベラスケスに宮廷装飾の責任者を命じ、貴族、王の側近としての地位を与えていた。
ベラスケスの作品では、画面に近づいて見ると、素早い筆の運びで荒々しく描かれたタッチにしか見えないものが、少し離れたところから眺めると、写実的な衣服のひだに見える。このような、近代の印象派にも通じる油彩画の卓越した技法が、マネらの近代の画家がベラスケスを高く評価したゆえんである。
1628年には、スペイン領ネーデルラント総督のイサベル・クララ・エウヘニアから外交官として派遣されてきたピーテル・パウル・ルーベンスと出会い、親交を結んだ。この年から翌年にかけて、『バッカスの勝利』(プラド美術館) を描いている。
1629年、美術品収集や絵画の修業などのためにイタリアへの旅行が許される。イタリアへ向かう船の中でオランダ独立戦争の英雄であったアンブロジオ・スピノラと同乗することとなり、親交を結んだ。イタリアではヴェネツィアやフェラーラ、ローマに滞在し、1631年にスペインへと戻った。この時、ローマで制作した『ウルカヌスの鍛冶場』(プラド美術館) と『ヨセフの衣を受けるヤコブ 』(エル・エスコリアル修道院) をスペインに持ち帰っている。また、イタリアでは『ヴィラ・メディチの庭園、ローマ』 (プラド美術館) を制作したと考えられている。
帰国後、1634年から1635年にかけて、新しく建設されたブエン・レティーロ離宮の「諸王国の間」に飾る絵の制作を依頼され、すでに故人となっていたスピノラ将軍をしのんで『ブレダの開城』を制作。他にも1637年以後には『バリェーカスの少年』、1644年には『エル・プリーモ』や『セバスティアン・デ・モーラ』(すべてプラド美術館) など多くの作品を制作し、役人としても順調に昇進していった。

## 1631-1649年の代表作

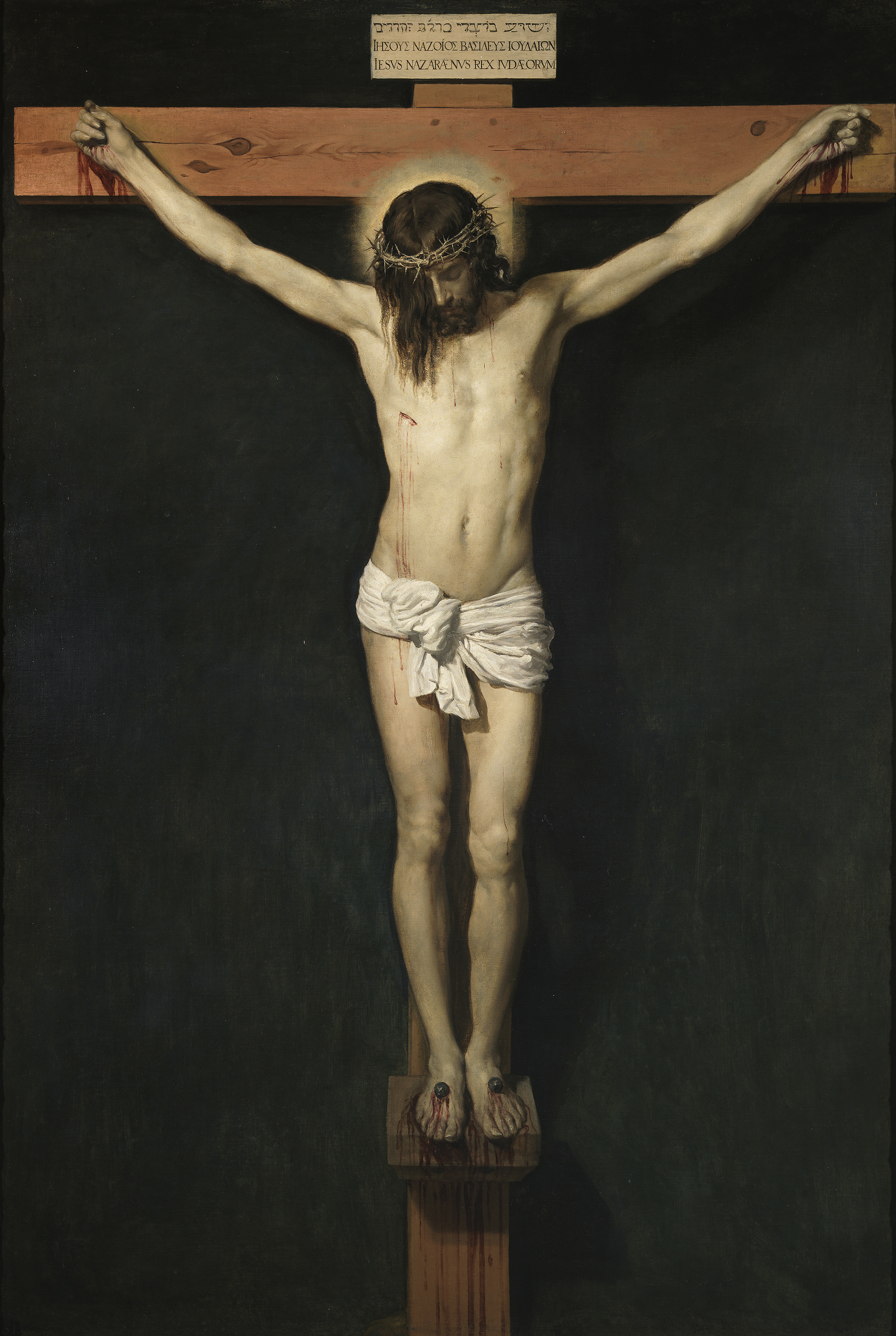
『十字架上のキリスト』(1631-1632年頃)　プラド美術館
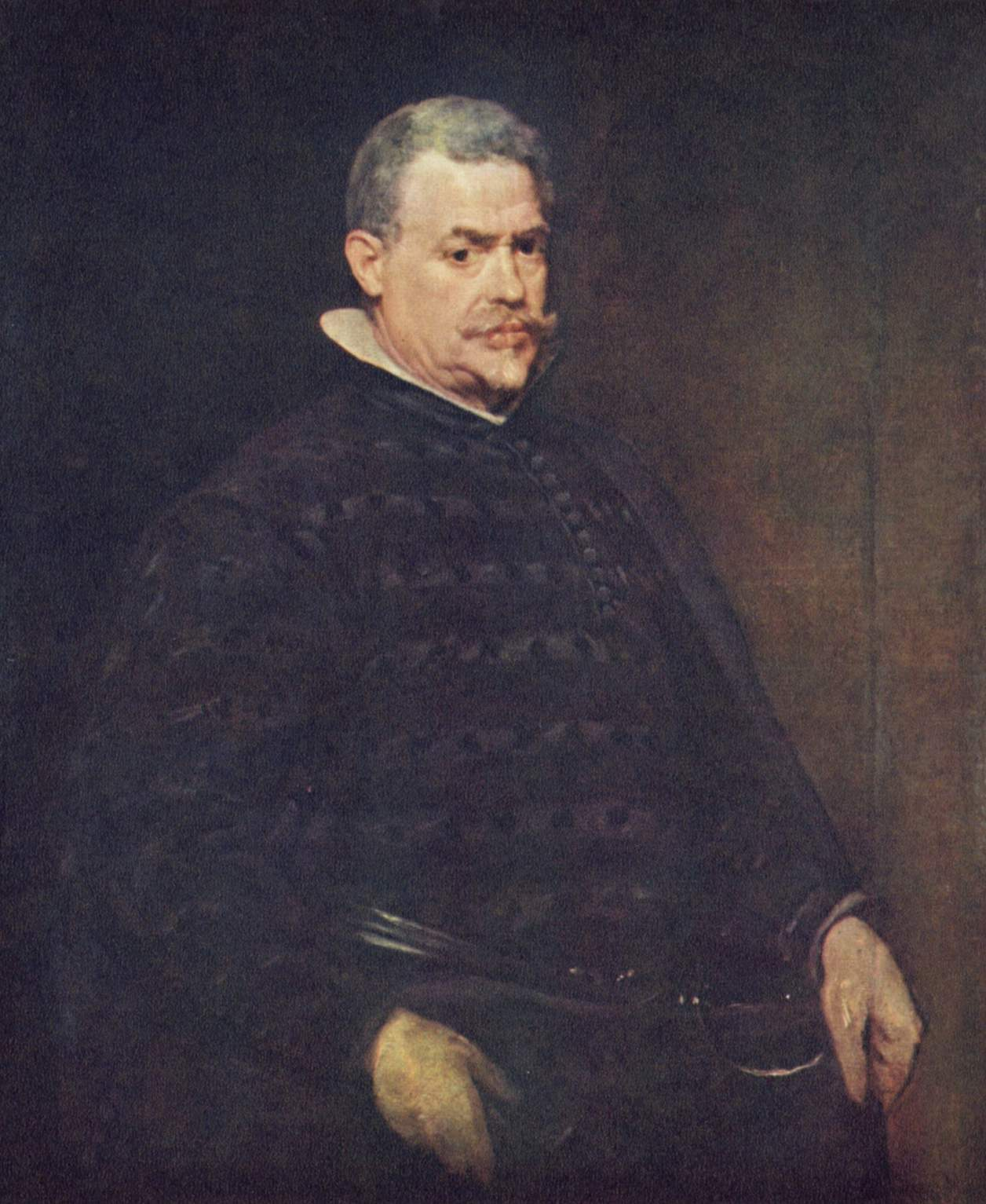
『ドン・フアン・マテオス』(1633年頃) アルテ・マイスター絵画館 (ドレスデン)
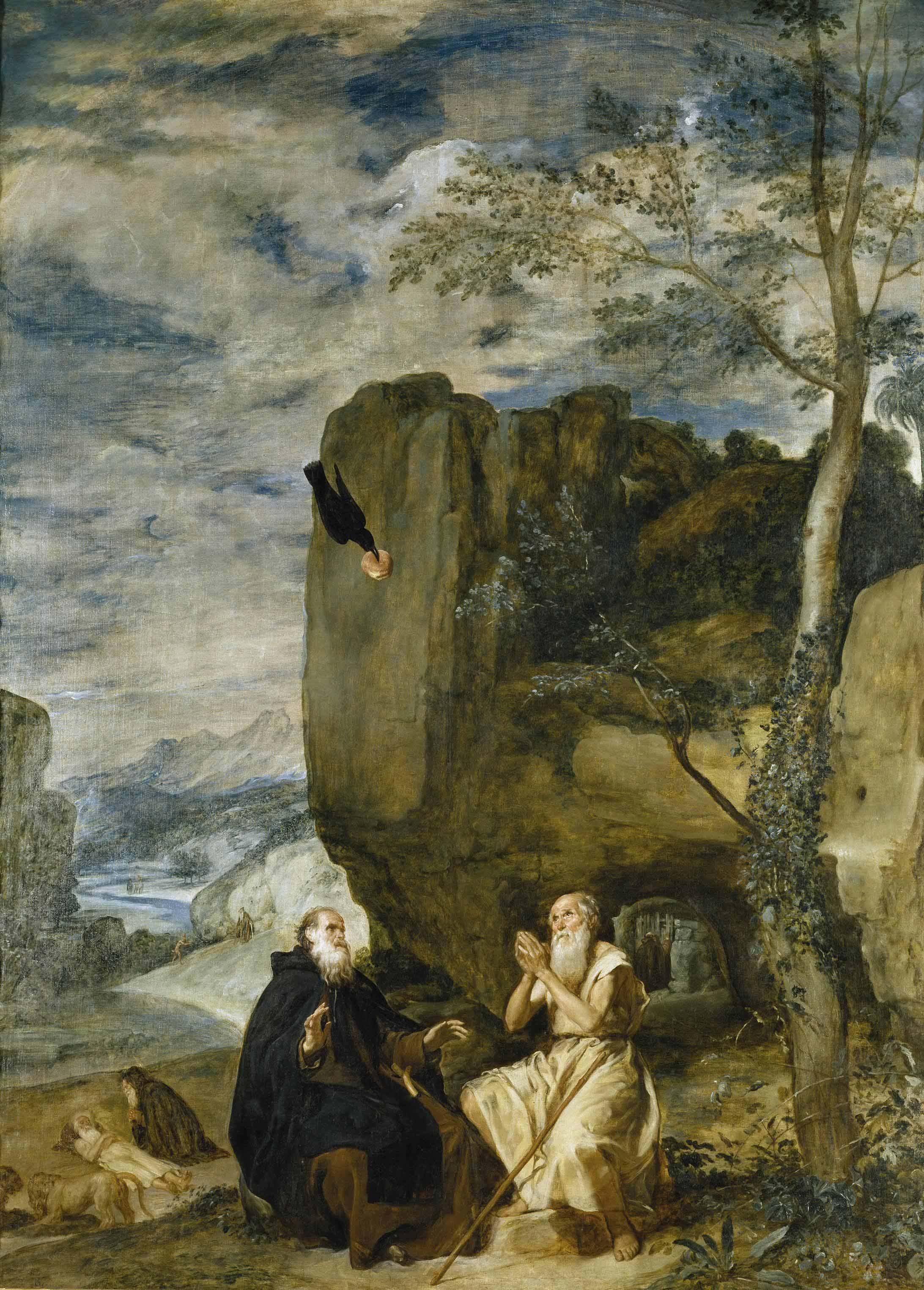
『聖アントニウスと隠修士聖パウルス』(1634年頃) プラド美術館
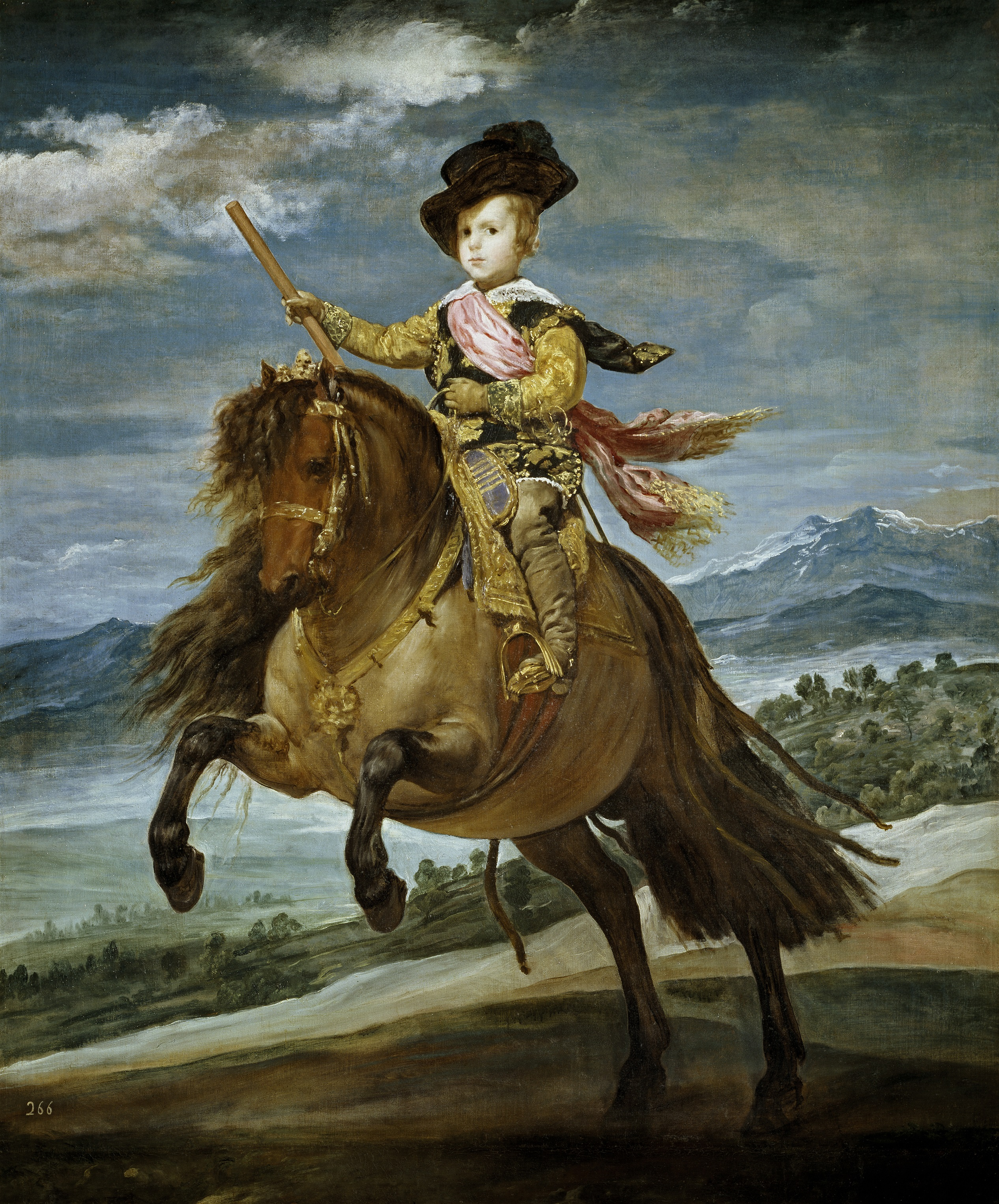
『皇太子バルタサール・カルロス騎馬像』(1635年頃) プラド美術館
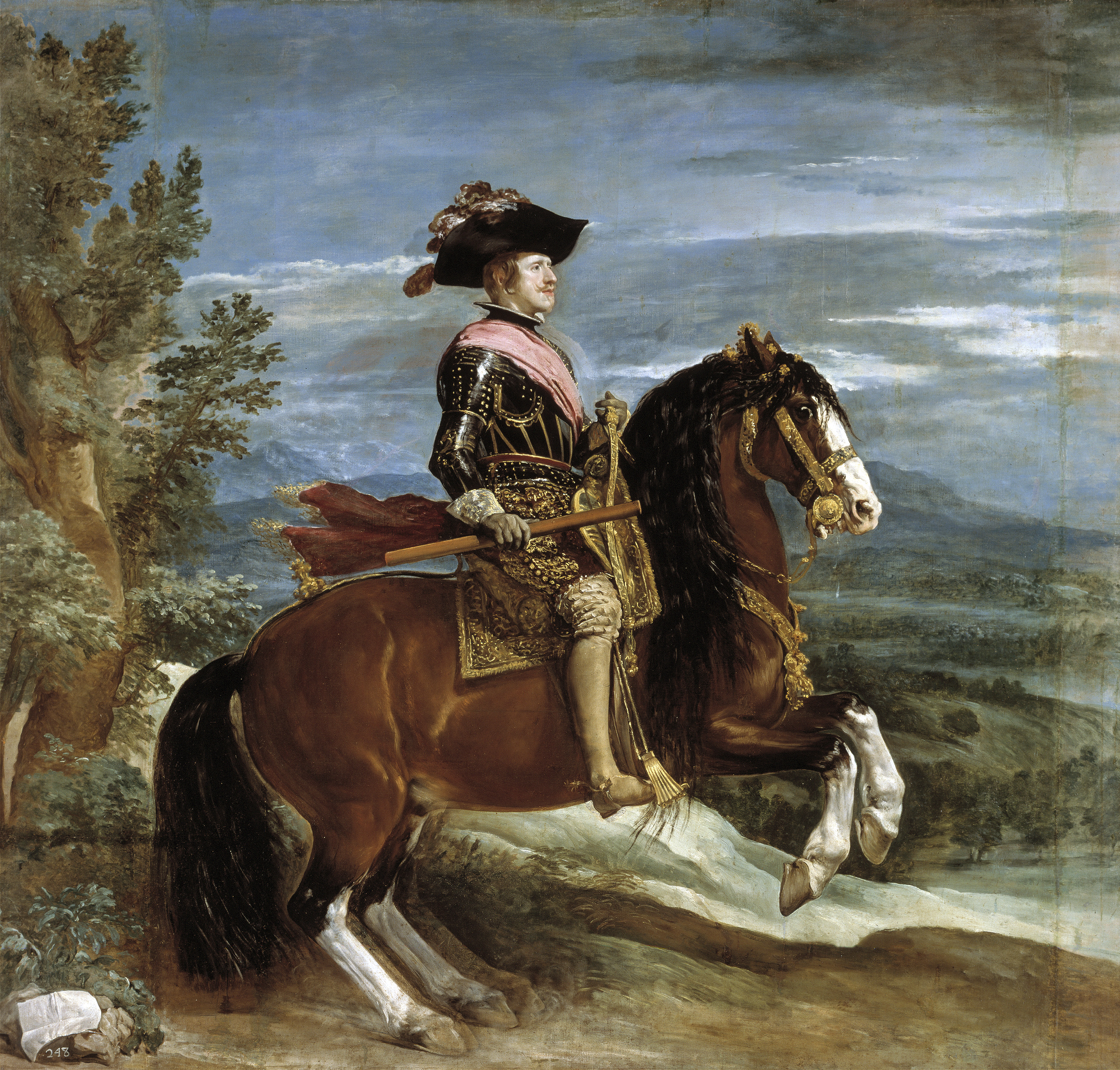
『フェリペ4世騎馬像』(1635年頃) プラド美術館
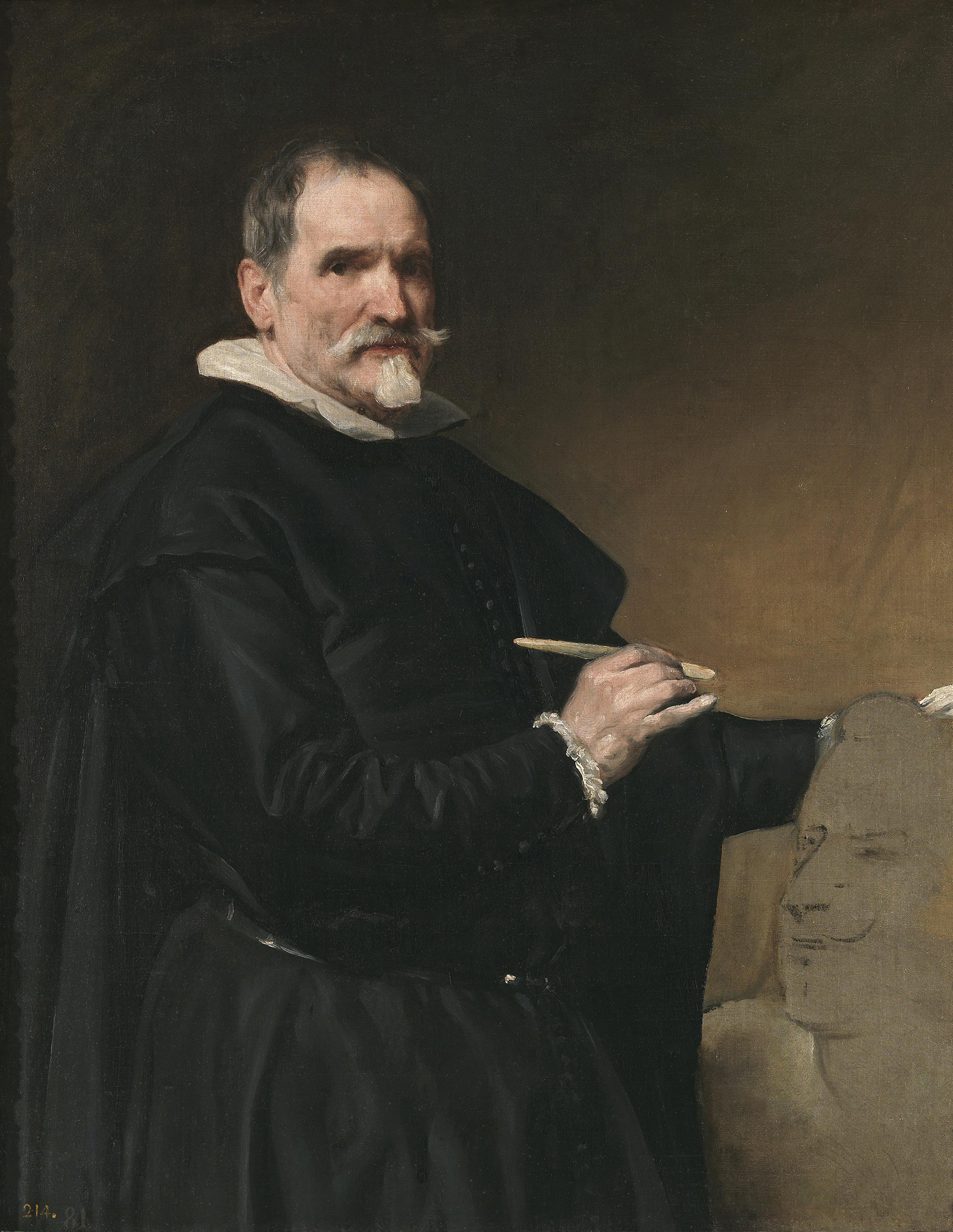
『フアン・マルティネス・モンタニェースの肖像』(1635年頃) プラド美術館
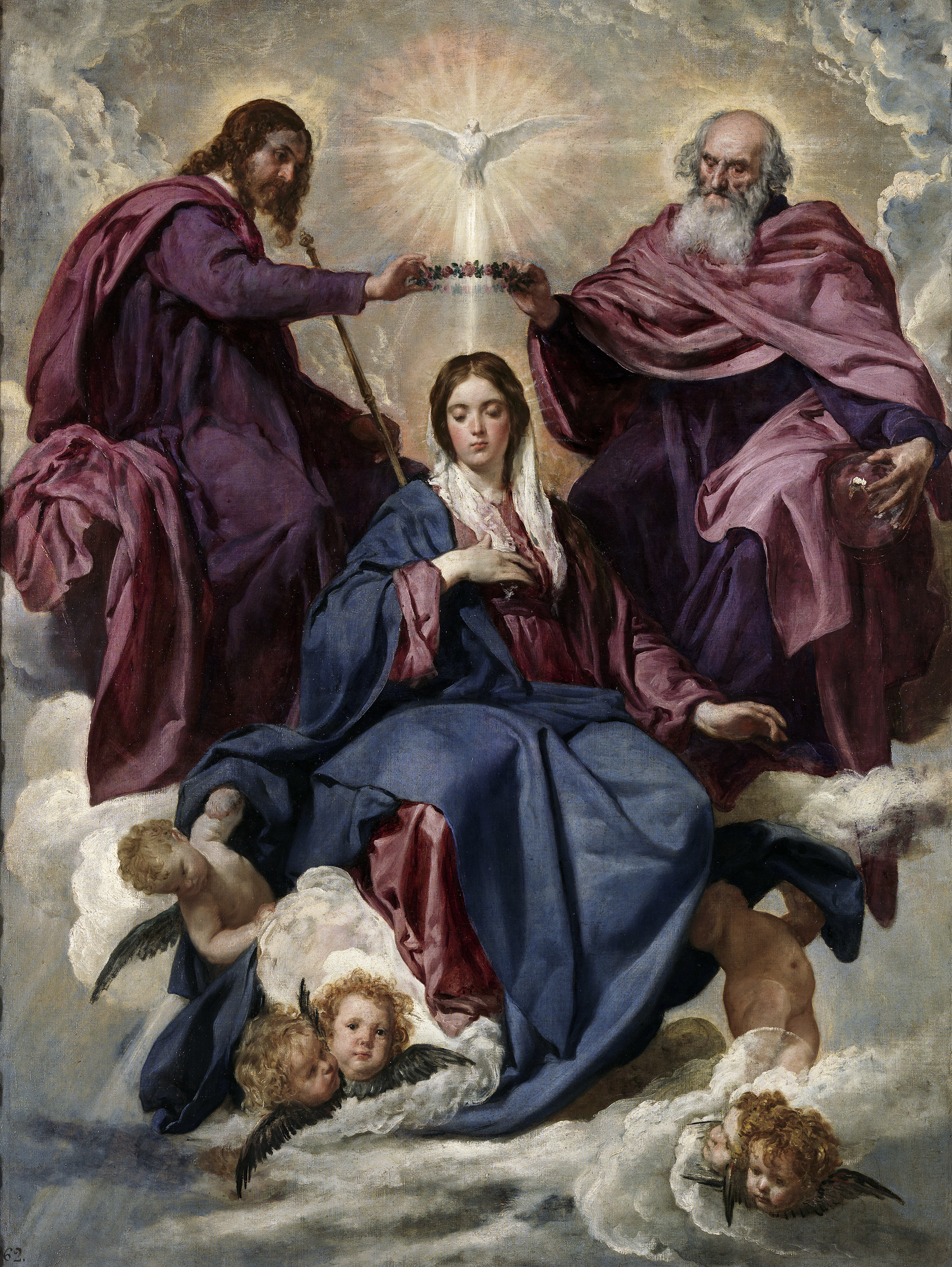
『聖母戴冠』(1635-1636年) プラド美術館
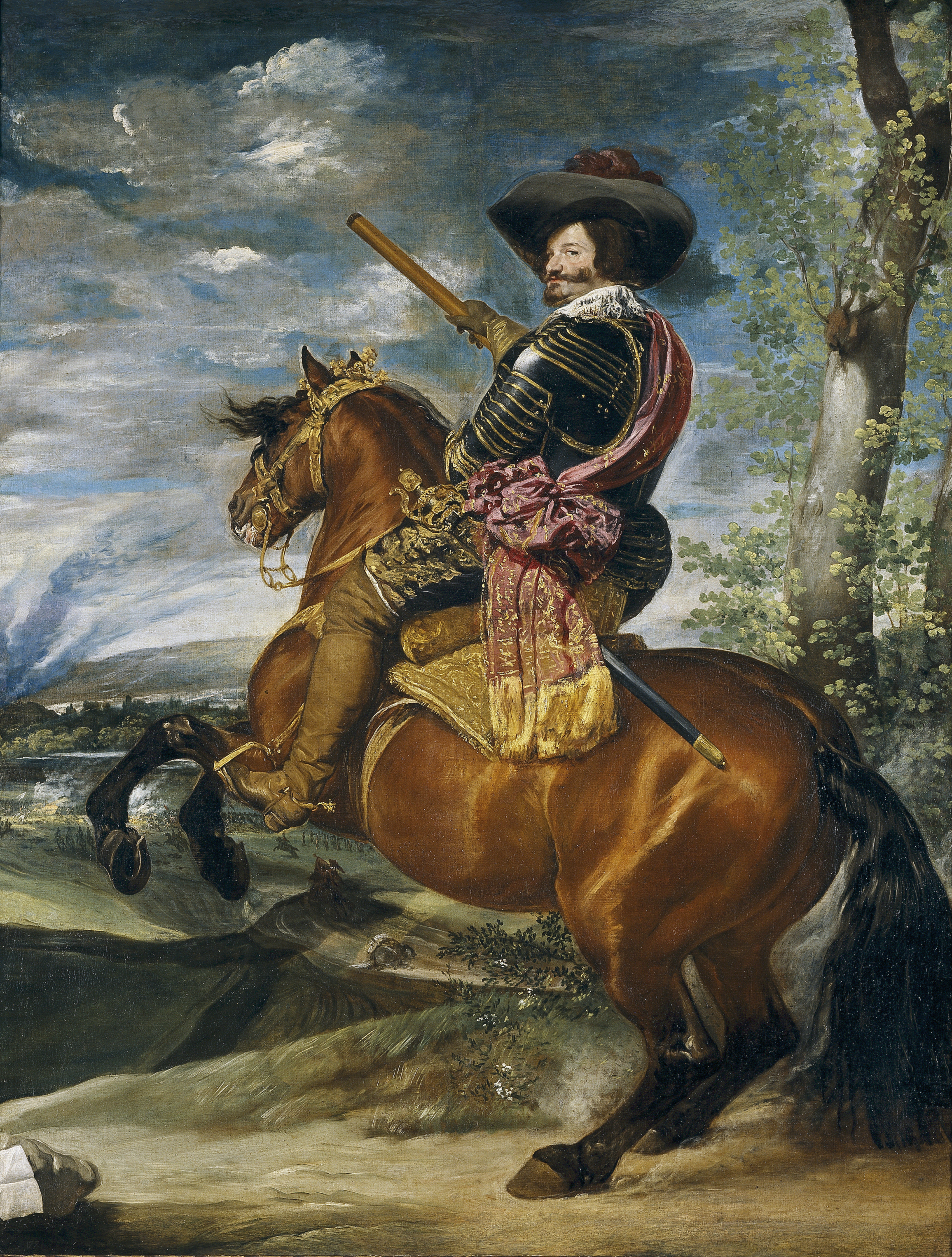
『オリバーレス伯公爵騎馬像』(1636年頃) プラド美術館
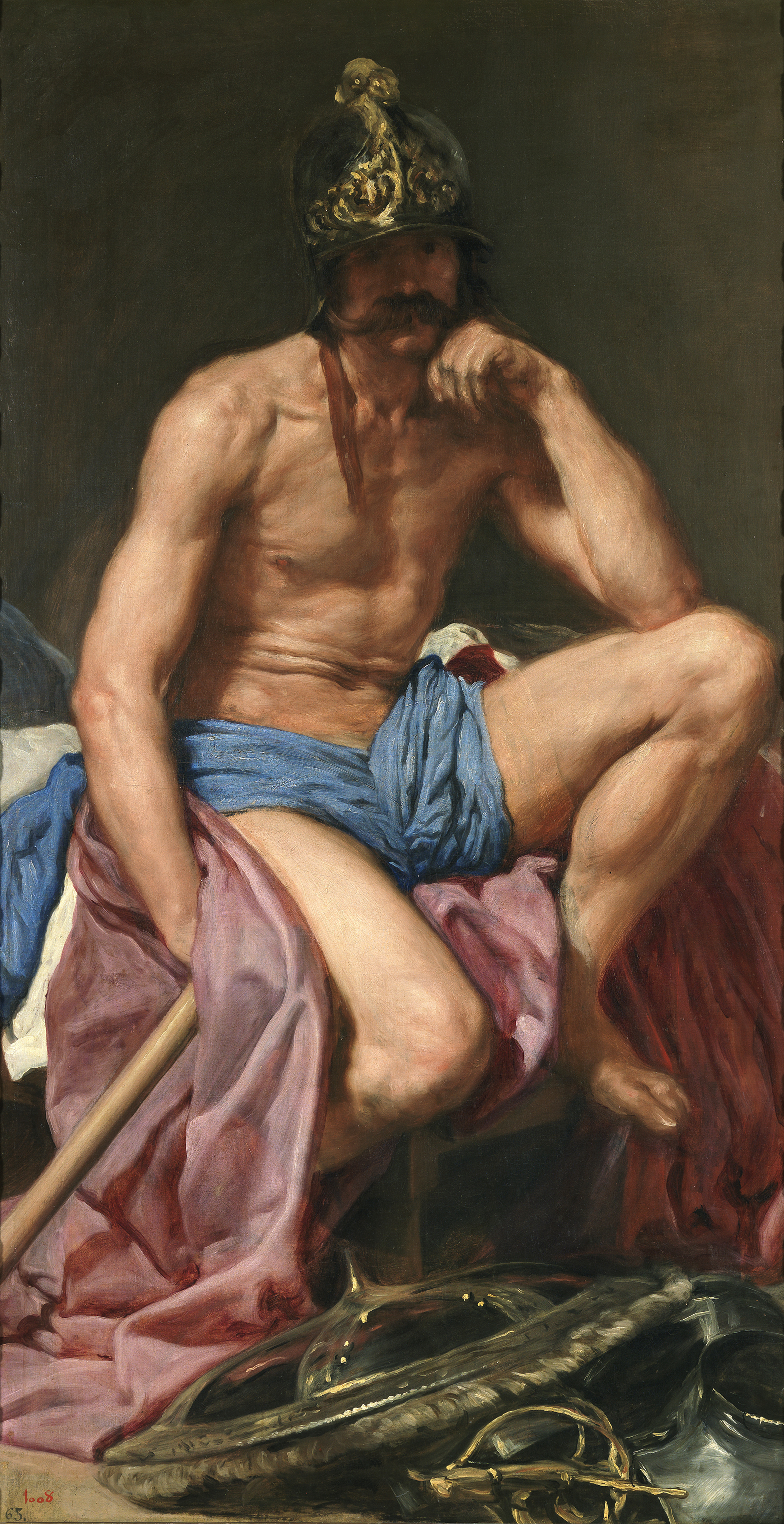
『軍神マルス』(1638年頃) プラド美術館

1649年には2回目のイタリア旅行に出発し、1651年まで同地に滞在した。各地で王の代理として美術品の収集を行うかたわら、『鏡のヴィーナス』や『インノケンティウス10世の肖像』などの傑作を制作している。
1649年、ローマで『フアン・デ・パレーハの肖像』(メトロポリタン美術館) を制作した。この作品は、1970年11月27日にロンドンのクリスティー&ウッズで231万ポンドで落札されたとして、かつてギネスブックに「オークションで最高値の絵」として認定されていたことがある。
1651年に帰国すると、1652年には王宮の鍵をすべて預かる王宮配室長という重職につくようになり、役人としても多忙となる。一方で、1656年には『ラス・メニーナス』を制作し、1657年には『アラクネの寓話』、1659年には絶筆となる『マルガリータ王女』など、この時期においても実力は衰えず、大作を完成させていった。1660年にはフェリペの娘であるマリー・テレーズ・ドートリッシュとフランス国王ルイ14世との婚儀の準備をとりしきるが、帰国後病に倒れ、1660年8月6日にマドリードで61歳で死亡した。

## 1650-1660年の代表作

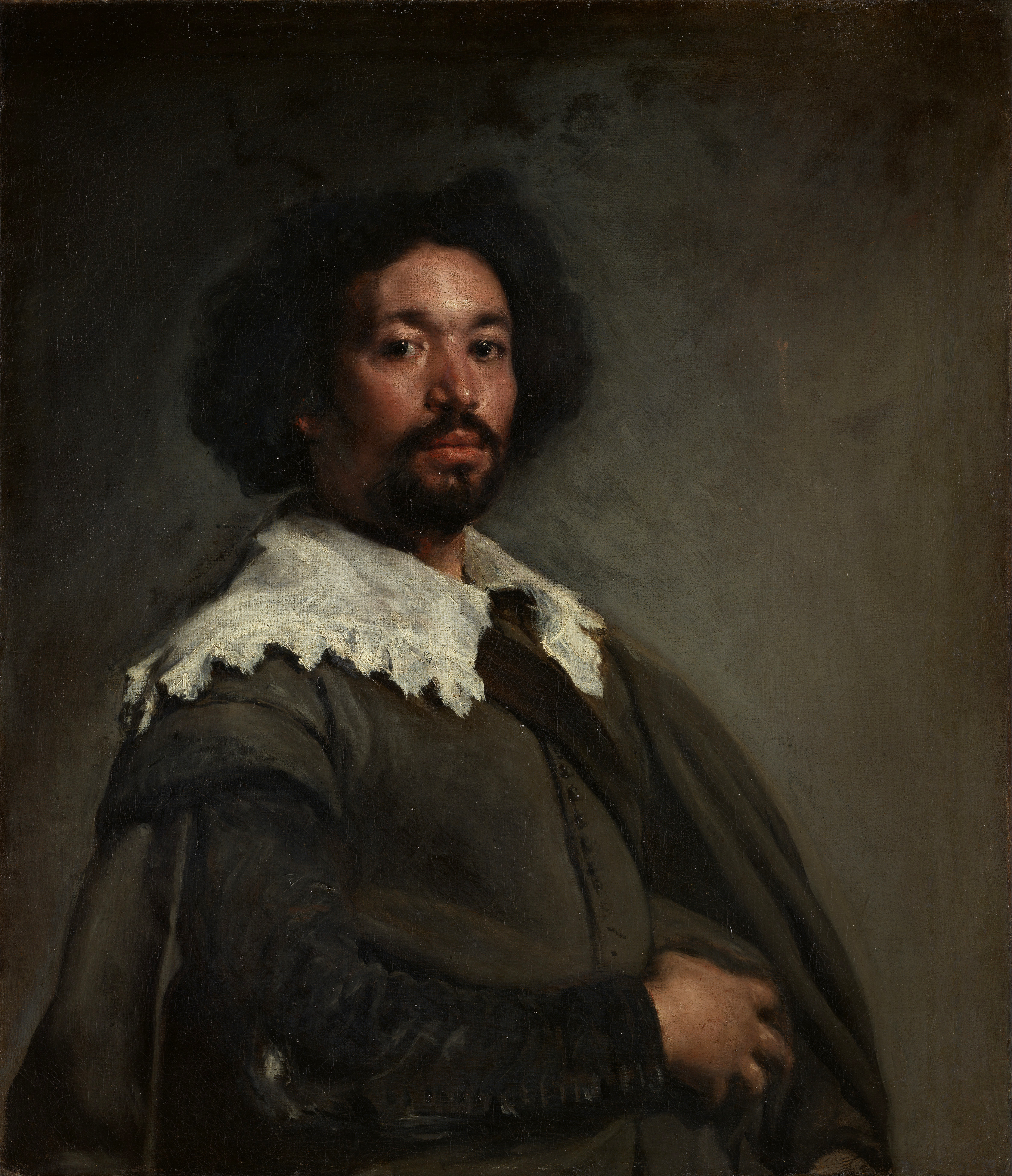
『フアン・デ・パレーハの肖像』(1650年)　メトロポリタン美術館
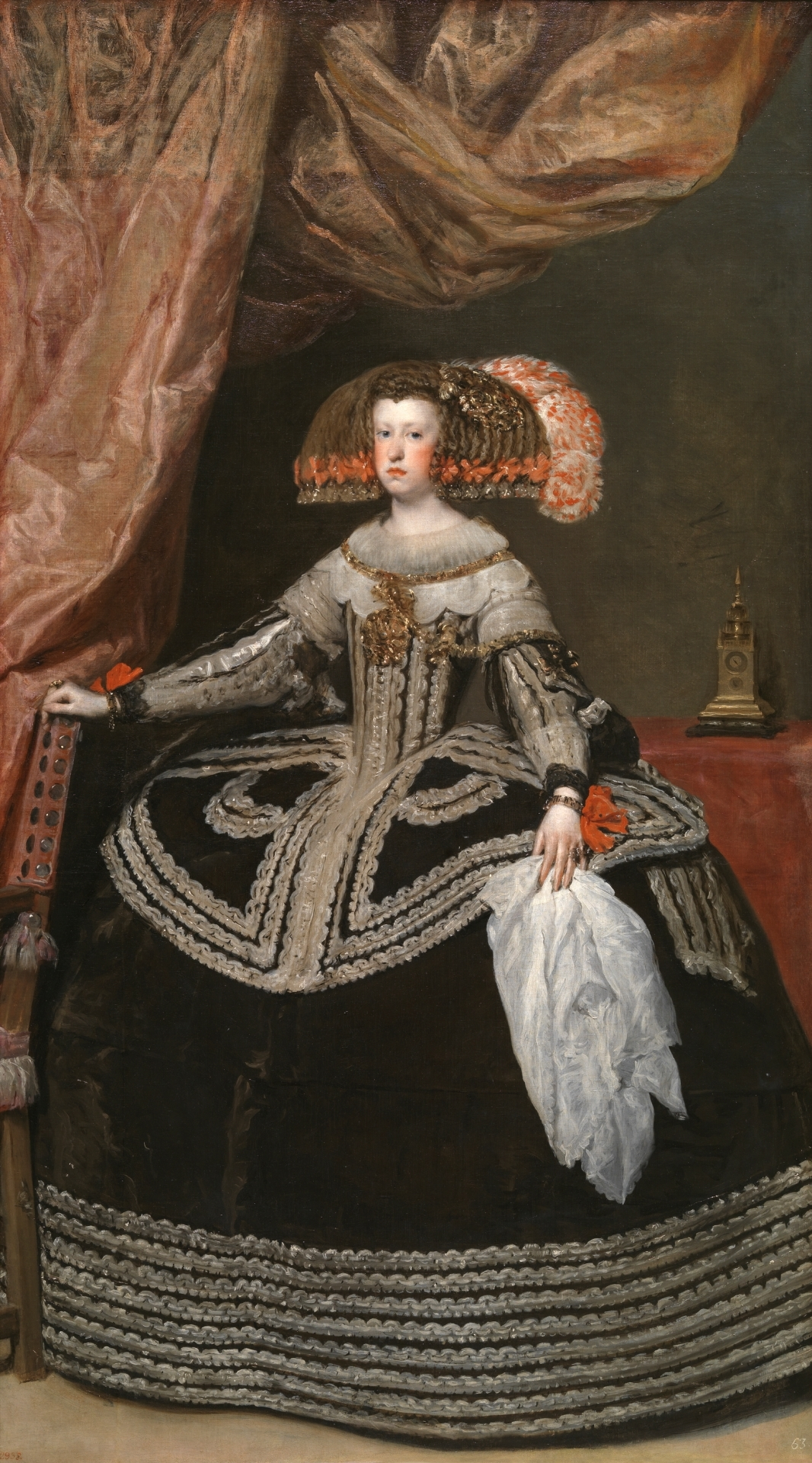
『王妃マリアナ・デ・アウストリア』(1652-1653年) プラド美術館
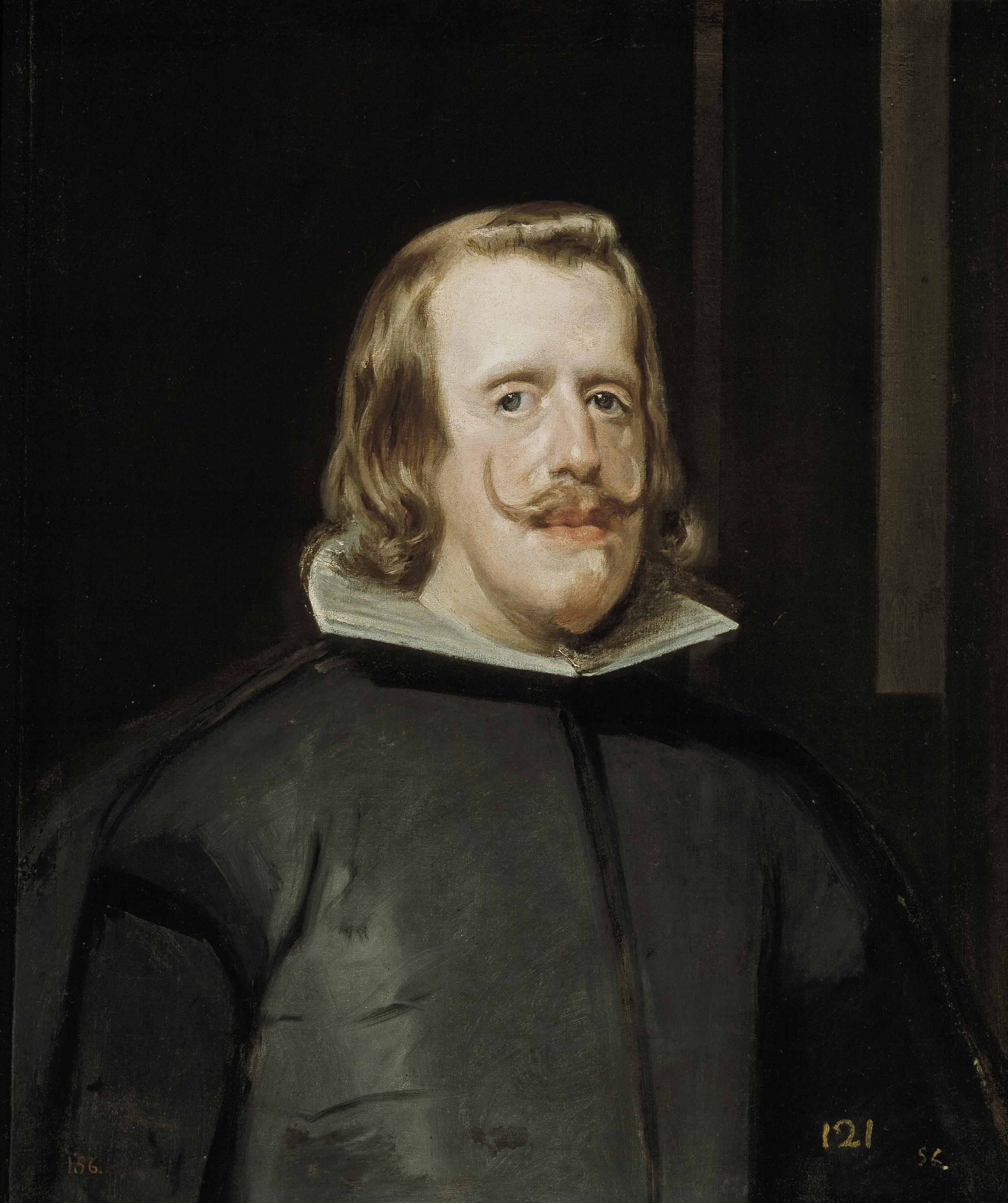
『フェリペ4世』(1653年頃) プラド美術館
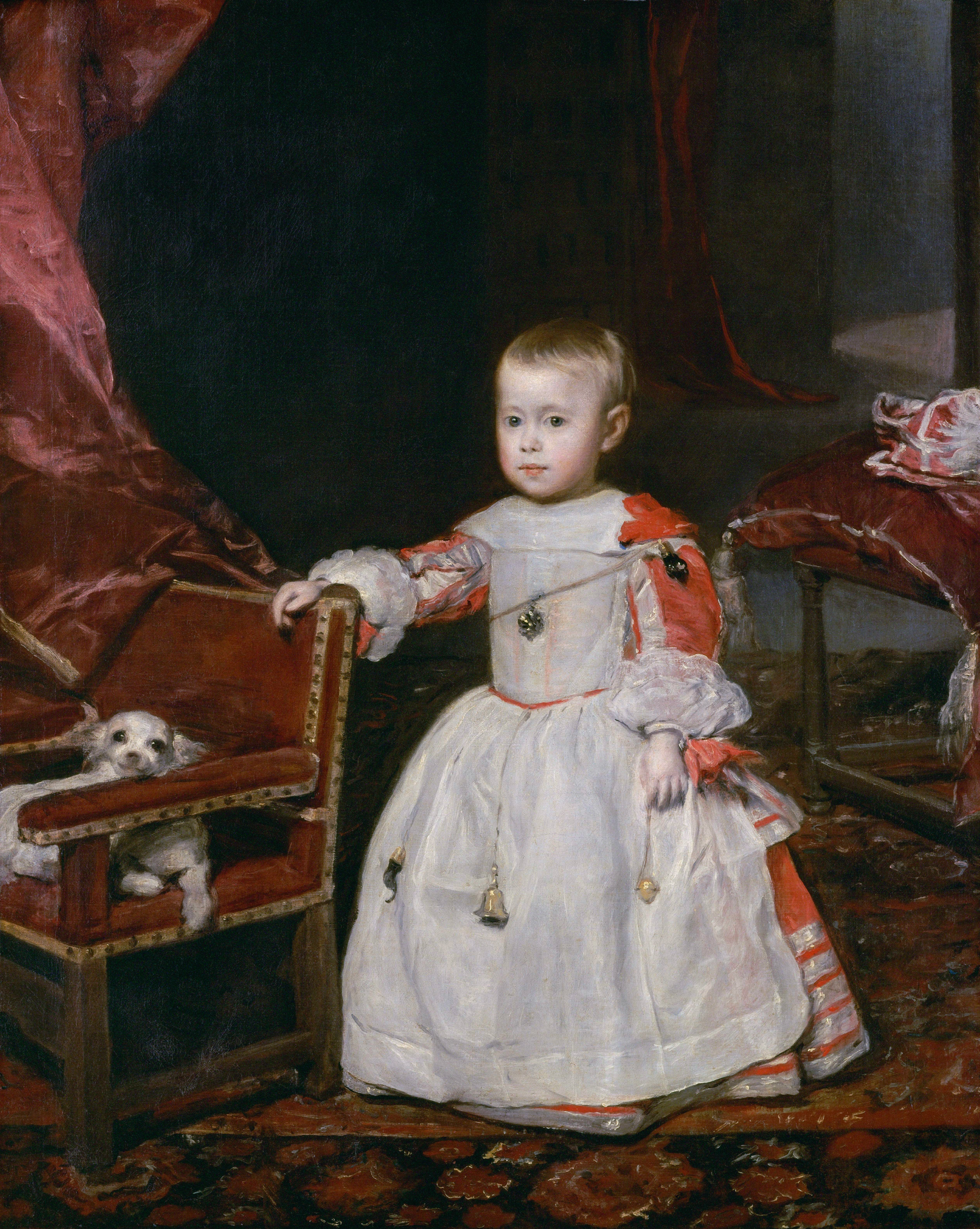
『皇太子フェリペ・プロスペロの肖像』(1659年頃) 美術史美術館 (ウィーン)
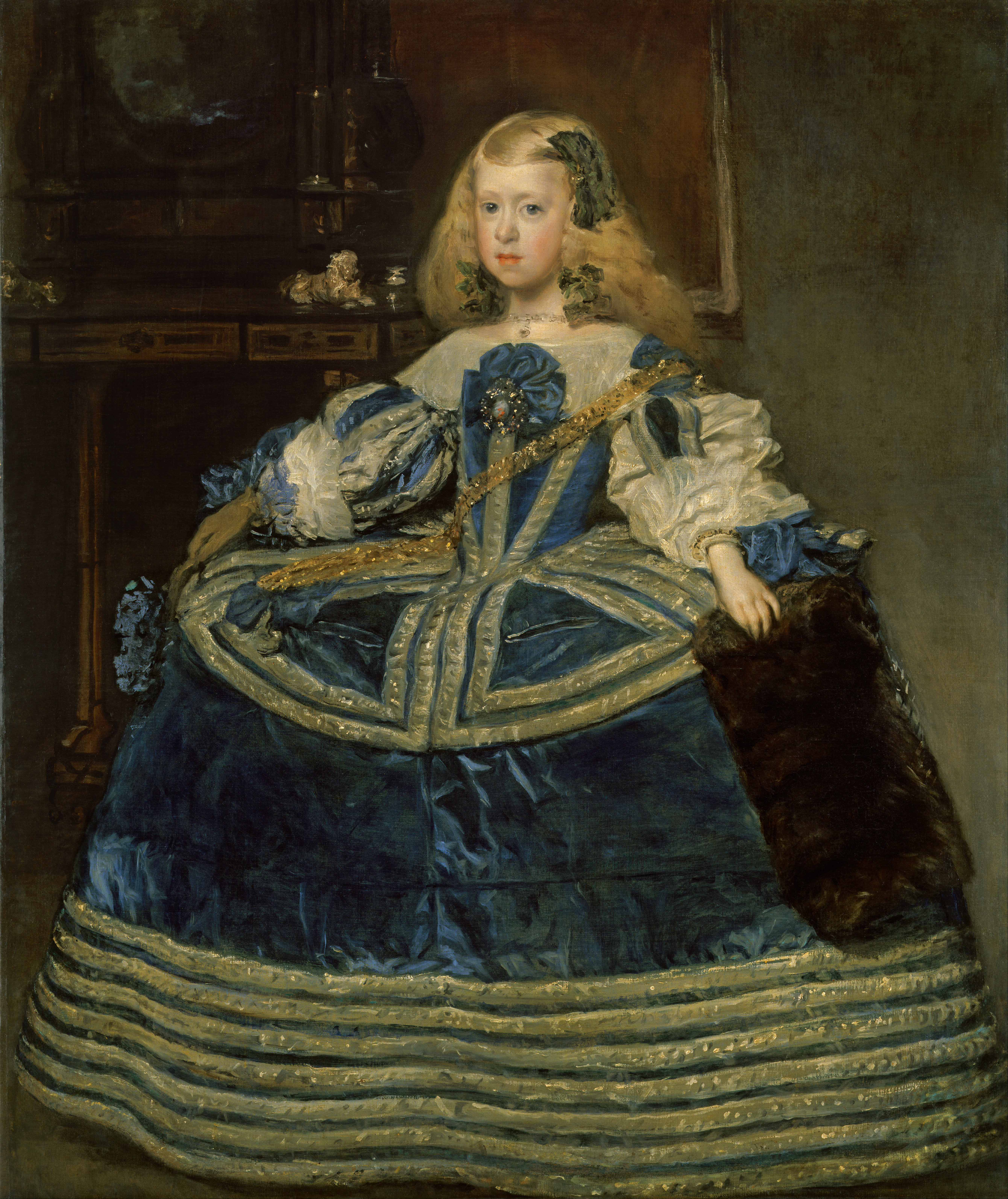
『青いドレスのマルガリータ王女』(1659年頃) 美術史美術館

ベラスケスは寡作であり、2度のイタリア旅行や公務での国内出張を除いてはほとんど王宮内ですごした上、画家としてのほとんどの期間を宮廷画家として過ごしたためにその作品のほとんどが門外不出とされ、21世紀の現在でもおよそ120点の作品のうち約50点がマドリードにあるプラド美術館の所蔵となっている。

## 代表作

### 『バッカスの勝利』

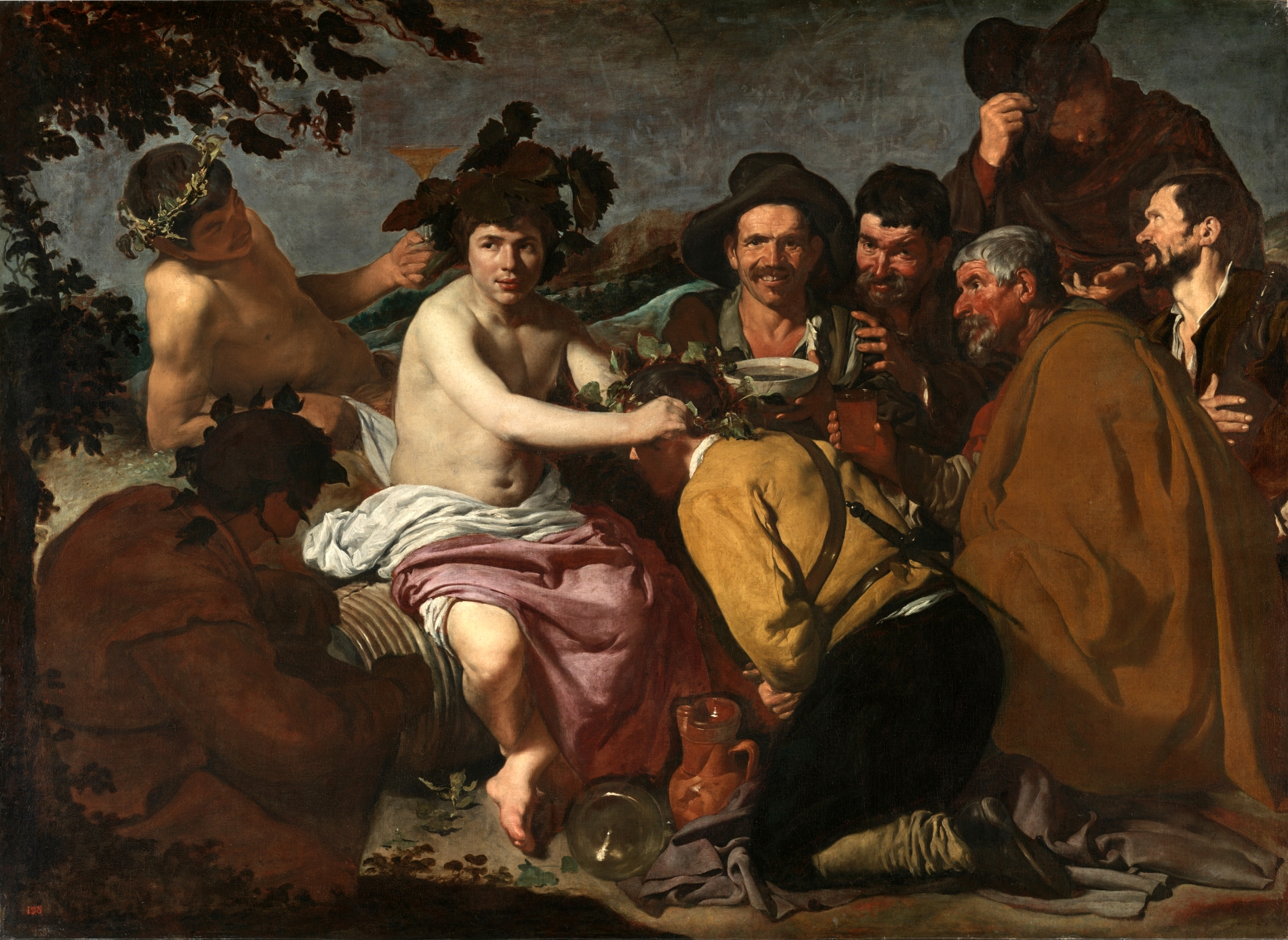
『バッカスの勝利』 (1629年) プラド美術館

『酔っ払いたち』という愛称でも親しまれてきた。本作の制作当時、マドリードに滞在していた神話画の巨匠ルーベンスに鼓吹されて描いたベラスケス初のギリシア神話を主題とした作品である。神話主題の作品は当時のスペインでは非常に稀なものであった。しかし、本作は神話画であるだけでなく、同時に人物と静物を組み合わせたボデゴンでもあり、群像画でもあり、後の画家が手掛けた構成画にも踏み出している。

### 『ブレダの開城』

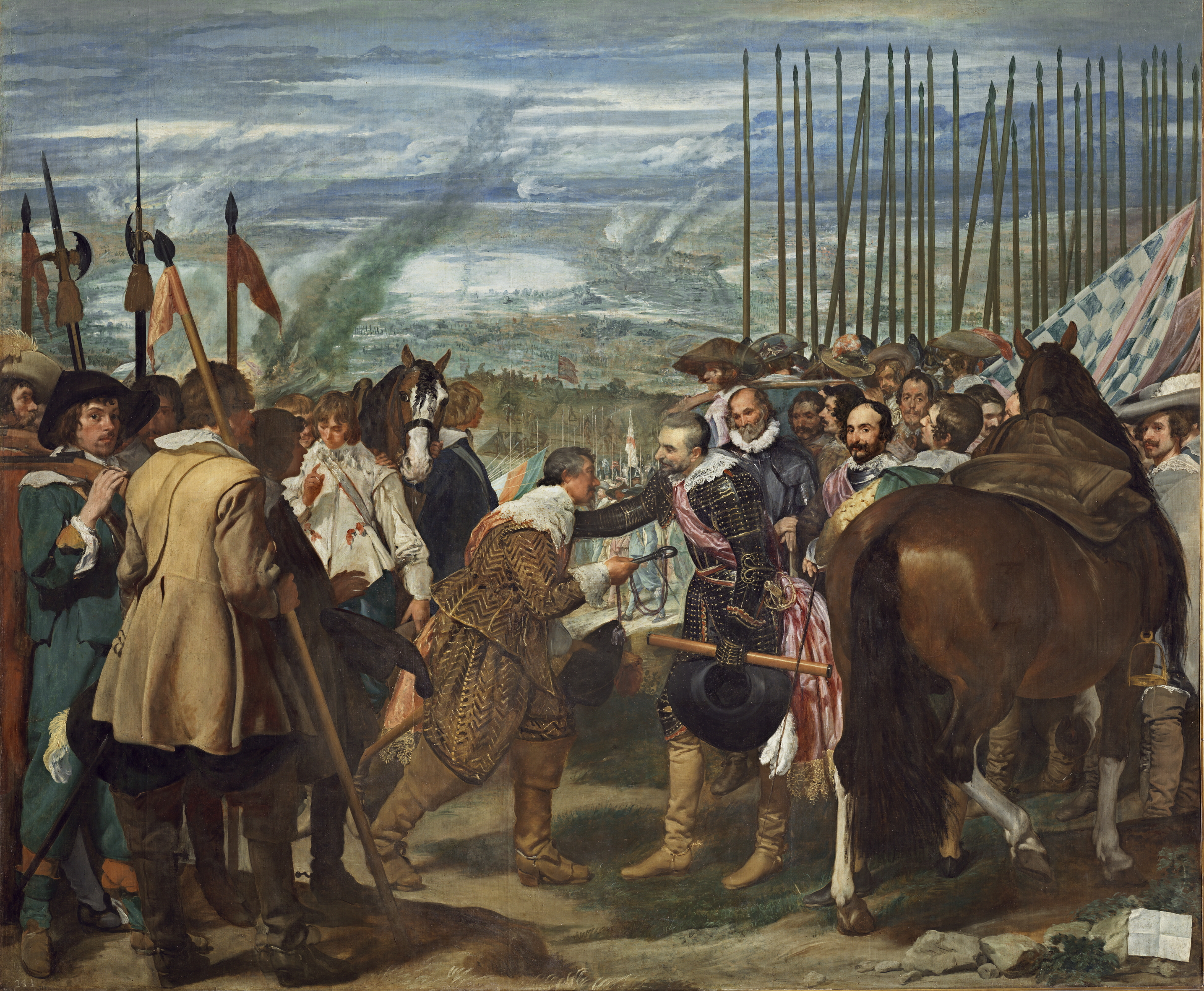
『ブレダの開城』 (1634-1635年) プラド美術館

『ブレダの開城』は、王の離宮の「諸王国の間」という大ホールを飾るために描かれた戦勝画。1625年、ネーデルラント南部の要塞ブレダにおけるスペイン軍の戦勝を記念して制作されたもので、敗れたブレダ守備隊の指揮官ユスティヌス・ファン・ナッサウ（オラニエ公ウィレム1世の庶子）が、勝者であるスペイン側の総司令官アンブロジオ・スピノラに城門の鍵を渡そうとする場面が描かれている。
この種の戦勝画では敗軍の将は地面に膝をつき、勝者はそれを馬上から見下ろすという構図が普通であったが、この『ブレダの開城』では、敗軍の将ユスティヌスと勝者スピノラは同じ地面に対等の位置で立っている。温和な表情のスピノラは、まるで長年の友人に対するように敗者ユスティヌスの肩に手を置いている（ちなみに両者は1601年にニューポールトで対戦したこともある）。スピノラの傍らに大きく描かれた馬は、彼が敗者に敬意を表するためにわざわざ馬から下りたことを示している。このような、勝者側の寛大さを二重三重に強調した表現は、敗者に名誉ある撤退を許したスペインの騎士道精神の勝利を表したものといわれている。

### 『バリェーカスの少年』

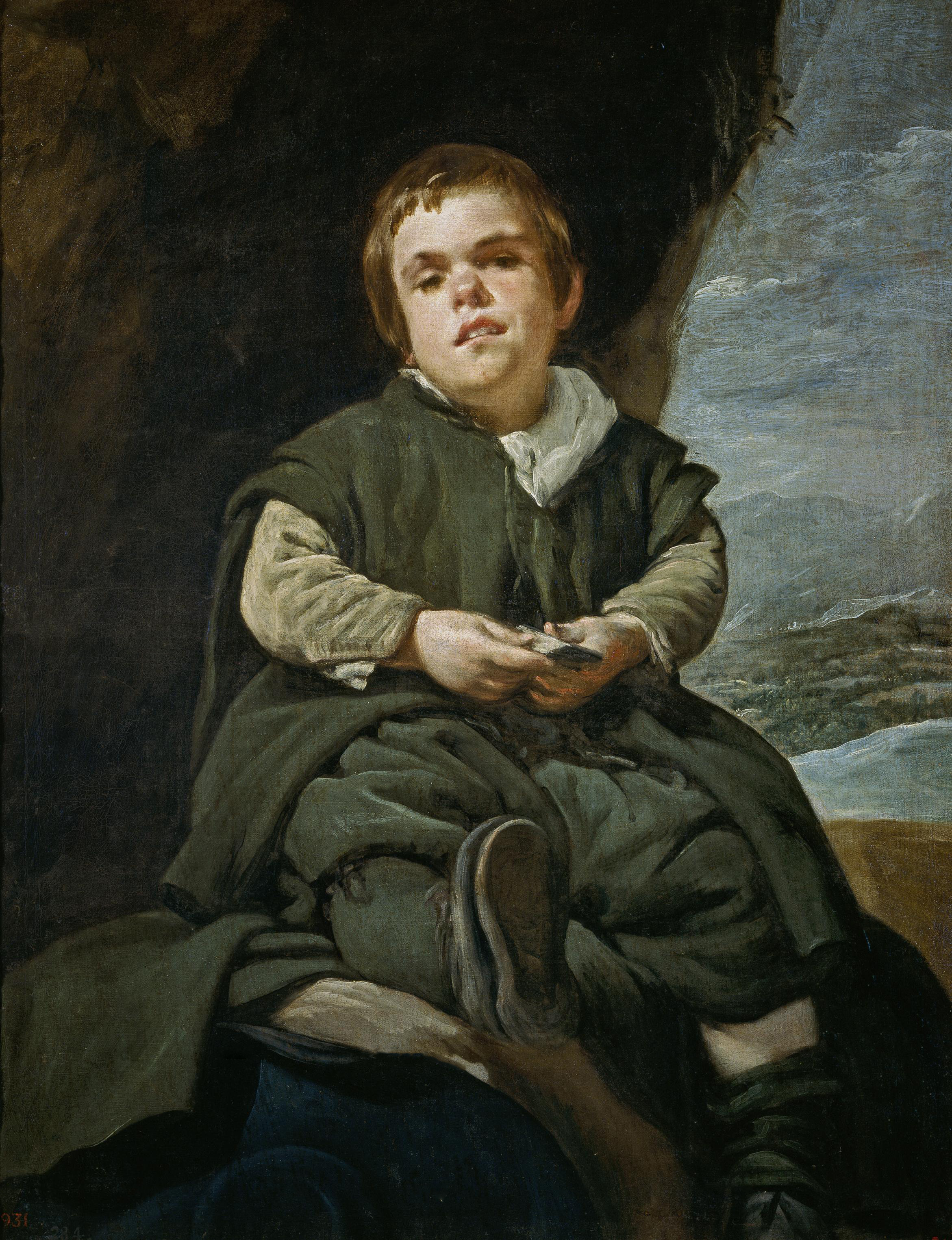
『バリェーカスの少年』 (Francisco Lezcano, el Niño de Vallecas) (1635-45年) プラド美術館

ベラスケスは当時「慰みの人々」として宮廷に仕えた小人や道化師をしばしば題材にしており、本作もそのひとつで、『道化パブロ・デ・バリャドリード』、『道化ディエゴ・デ・アセド』、『セバスチャン・デ・モラ』と同様、単独の肖像画として描いている。『道化パブロ・デ・バリャドリード』以外は3点とも王の狩猟用の館トーレ・デ・ラ・パラーダ（Torre de la Parada、パラダ塔) に飾られていたと見られている。本作のモデルは、王太子バルタサール・カルロスの遊び相手として宮廷に暮らした矮人のフランシスコ・レスカーノで、Lezcanillo や el Vizcaínoの愛称で呼ばれていた。バリェーカス（Vallecas）はマドリード郊外の地名である。モデルはマドリード近郊のグアダラマ山脈を背景に、手にトランプを持ち、狩猟用の装いで屋外に座る姿で描かれている。

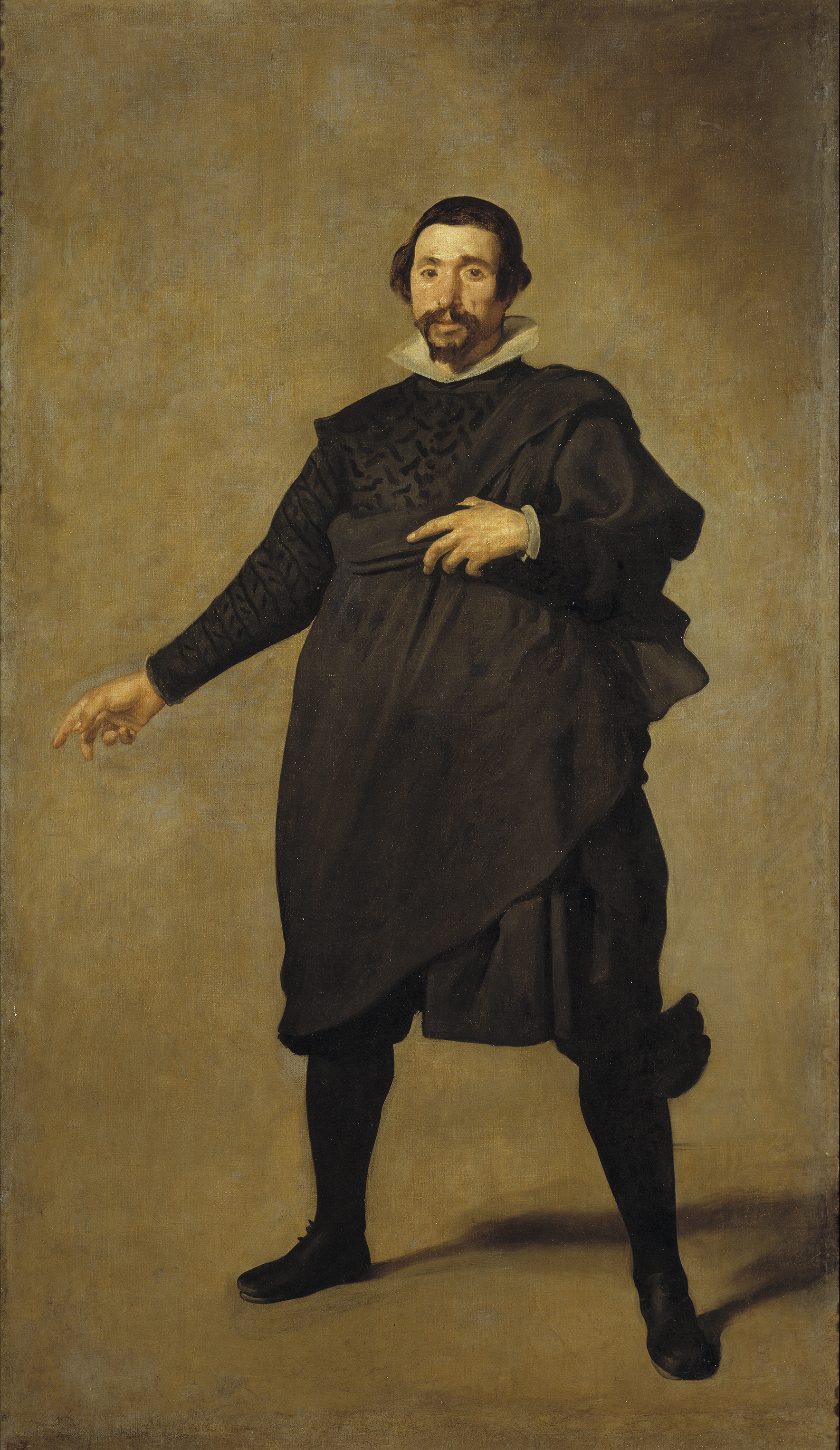
『道化パブロ・デ・バリャドリード』(1635年頃) プラド美術館
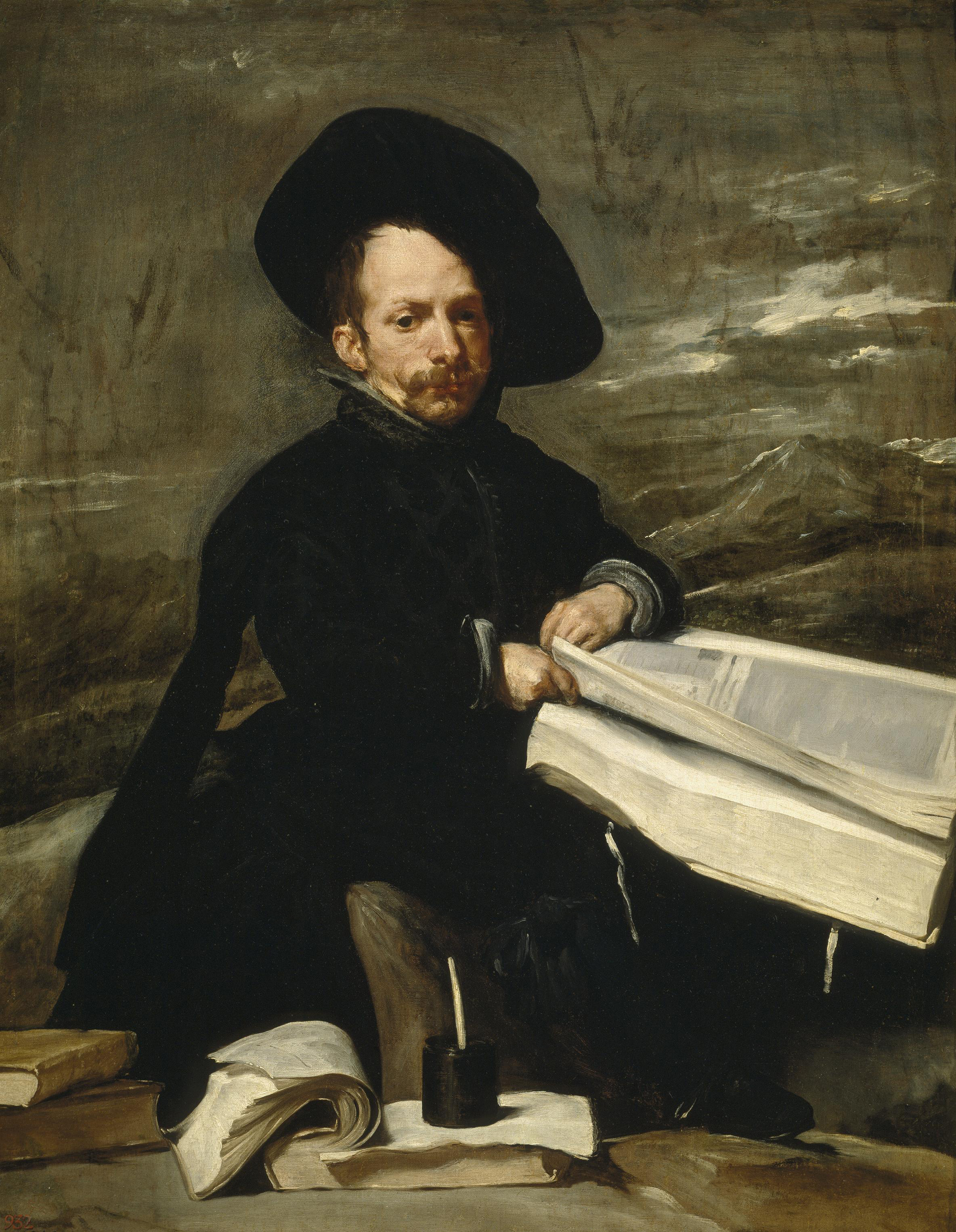
『道化ディエゴ・デ・アセド』(1640年頃) プラド美術館「エル・プリモ（従兄弟）」の愛称で呼ばれ、知性派として知られた。
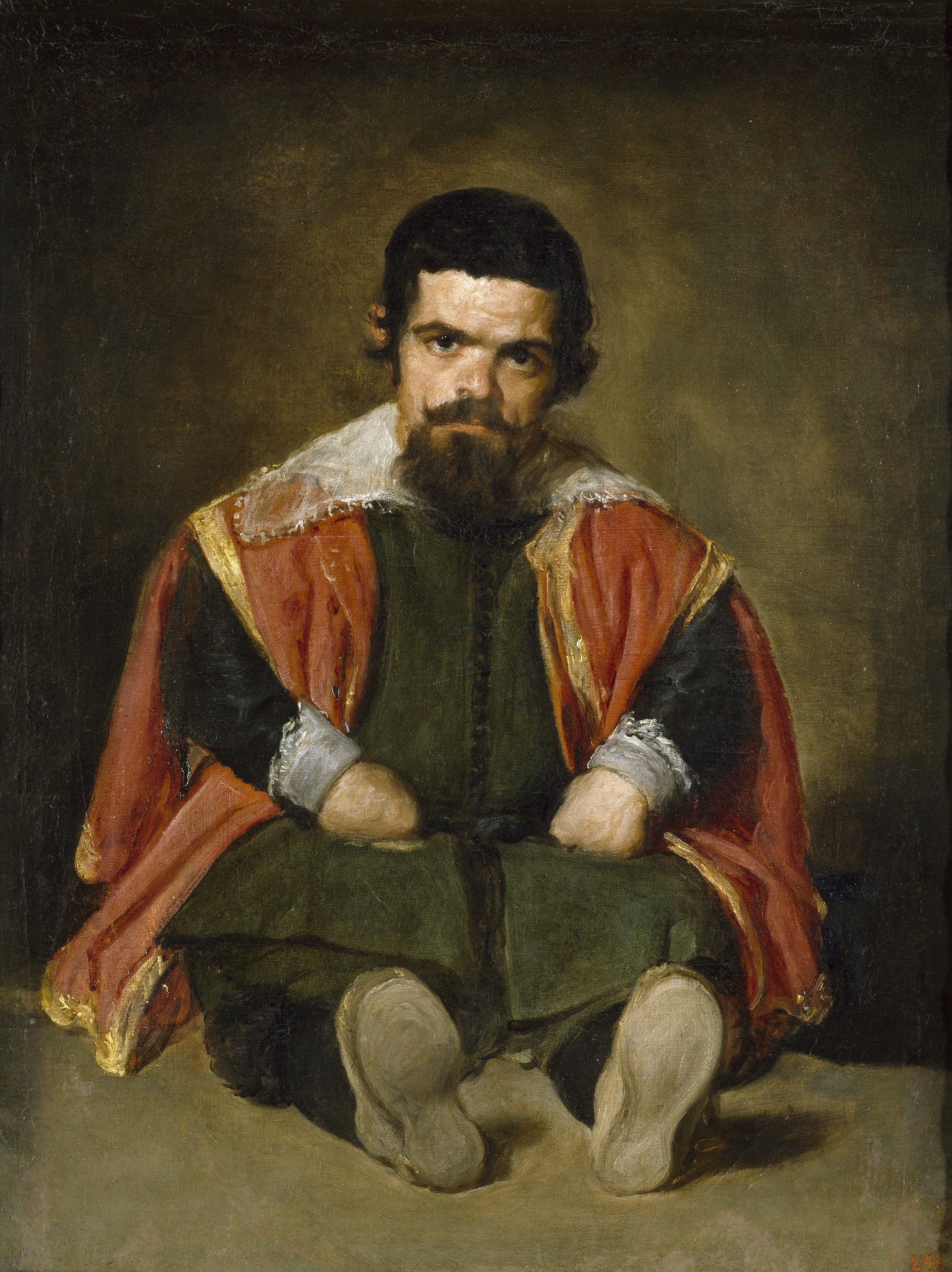
『道化セバスティアン・デ・モーラ』 (1644年頃) プラド美術館　カルロス王太子に仕えた道化師

### 『インノケンティウス10世の肖像』

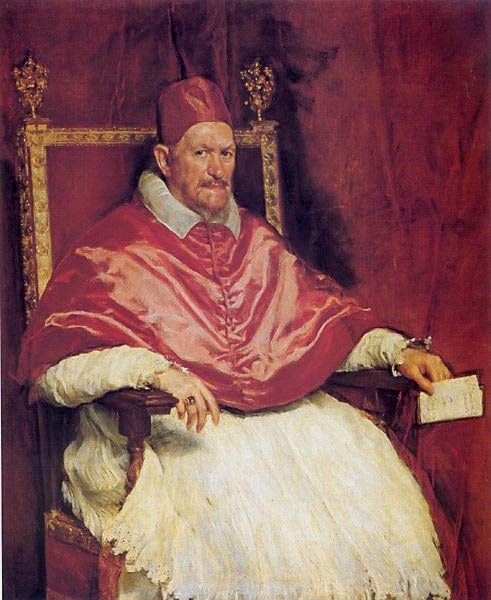
『インノケンティウス10世の肖像』 (1650年)、ローマ、ドーリア・パンフィーリ美術館蔵

1649年、ベラスケスは2度目のイタリア旅行に出かけ、ローマに2年ほど滞在している。この間に描かれた教皇インノケンティウス10世の肖像は、カトリックの最高位にある聖職者の肖像というよりは、神経質で狡猾そうな一人の老人の肖像のように見える。国王、教皇から道化師まで、どのようなモデルをも冷徹に見つめ、人物の内面まで表現する筆力はベラスケスの特長である。
椅子に座るモデルの膝から上の部分が、画面の中心に大きく描かれている。モデルの背後は緞帳により完全に閉ざされている。これにより画面のほとんどはこの緞帳か教皇が身に着けた服飾、すなわちなんらかの繊維製品により占められている。それ以外の部分には椅子の木製あるいは金属の部分と、衣装から覗くモデルの顔と手が描かれている。人物像の周囲の余白はほとんどない。特にラファエロが描いた教皇レオ10世の肖像に見られたような、侍者など他の人物の姿や小道具は描かれていない。わずかに持物として左手の紙片が確認できる。この構図により鑑賞者の視線は、画面の大部分を占める布地の色彩と質感、あるいは頭部の再現的描写の観察へといざなわれる。
色彩に関してはまず、緞帳、帽子、上着、椅子のカバーに見られる赤が支配的である。その次に広い面積を占めるのが白で、シャツと下衣に認められる。赤と白が画面のほとんどを占める中で、顔と手の肌色、椅子の金属部分の金がアクセントとなっている。
後にフランシス・ベーコンがこの肖像画をモチーフにした一連の作品を制作したことでも知られている。

### 『鏡のヴィーナス』

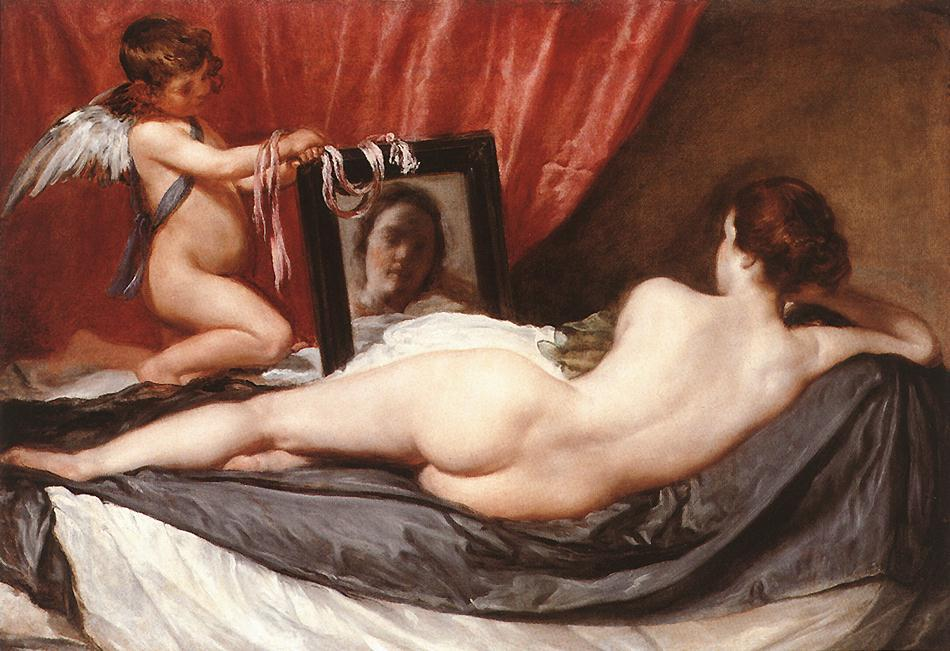
『鏡のヴィーナス』(1648-51年)　ナショナルギャラリー (ロンドン)

上記『教皇インノケンティウス10世』と同じ頃に描かれたもので、カトリックの伝統の強い当時のスペインでは珍しい裸婦像である。1914年、暴漢によって背中から尻に渡る７箇所がナイフで傷つけられた。現在もかすかに修復の痕が見える。

### 『ラス・メニーナス』（女官たち）

『ラス・メニーナス』（女官たち）(1656年) プラド美術館

フェリペ4世の王女マルガリータを中心に侍女、当時の宮廷に仕えていた矮人（わいじん）などが描かれ、画面向かって左には巨大なキャンバスの前でまさに制作中のベラスケス自身の姿が誇らしげに描かれている。中心の王女マルガリータを含め、画中の人物は鑑賞者の方へ視線を向けており、何かに気付いて一瞬、動作を止めたようなポーズで描かれている。その「何か」は画面奥の壁に描き表された鏡に暗示されている。この小さな鏡にぼんやりと映るのは国王フェリペ4世夫妻の姿であり、この絵の鑑賞者の位置に立って画中の人物たちを眺めているのは実は国王その人である。この絵は、国王の夏の執務所の私室に掛けられていたという。画中のベラスケスの黒い衣服の胸には赤い十字の紋章が描かれている。これは、サンティアゴ騎士団の紋章で、ベラスケスが国王の特段のはからいで同騎士団への加入を果たし、貴族に列した1659年（死の前年）に描き加えられたものである。

### 『アラクネの寓話』

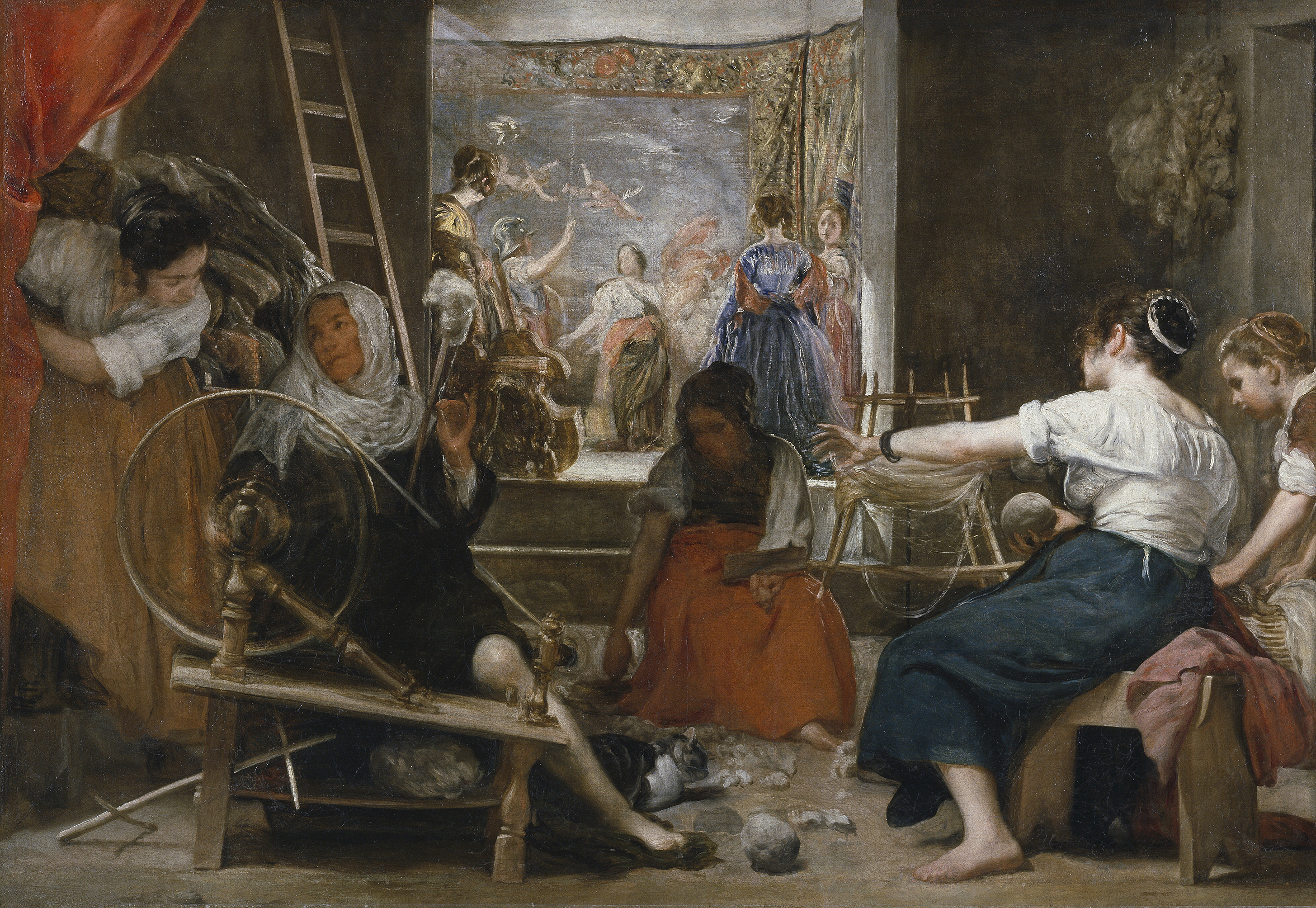
『アラクネの寓話』（織女たち）(1657年頃) プラド美術館

かつては『織女たち』と呼ばれ、サンタ・バルバラ織物工場で働く織女たちを描いたものと考えられていた。しかし、古文書の発見によりオウィディウスの『転身物語』に描かれているアラクネと技芸の女神ミネルヴァの物語に基づいた作品であることがわかった。2人の間の織物競争は前景に描かれ、ミネルヴァによりアラクネが蜘蛛に変えられる場面は後景に描かれている。優れた光、大気、雰囲気の描写の点で、『ラス・メニーナス』とともにベラスケス芸術の集大成ともいうべき傑作である。

## 近年の発見
2010年には『紳士の肖像』が新しく発見された。この作品は2011年にロンドンでオークションにかけられた。